# Musikjahr 1578
Liste der Musikjahre

◄◄ | ◄ | 1574 | 1575 | 1576 | 1577 | Musikjahr 1578 | 1579 | 1580 | 1581 | 1582 | ► | ►►

Weitere Ereignisse
Dieser Artikel behandelt das Musikjahr 1578.

## Ereignisse

### Heiliges Römisches Reich

#### Hofkapelle von Rudolf II.
- Carl Luython, der seit 1566 Chorknabe in der Hofkapelle von Kaiser Maximilian II. war und nach Eintreten des Stimmbruchs offenbar bis 1575 zu einem Studienaufenthalt in Italien weilte, wirkt nach seiner Rückkehr nach Wien wieder in der Hofkapelle und wird ab dem 18. Mai 1576 als „Cammer musicus“ mit einem Monatsgehalt von zehn Gulden in den dortigen Akten geführt.
- Jakob Regnart, der seit 1568 für eine etwa zweijährige Studienreise in Italien weilte, ist seit 1. November 1570 Präzeptor (Musiklehrer) der Kapellknaben der Hofkapelle. 1578 werden in Nürnberg seine Kurtzweilige teutsche Lieder zu drei Stimmen als Der erste Theyl Schöner Kurtzweiliger Teutscher Lieder zu drei Stimmen neu aufgelegt.
- Philippe de Monte ist seit 1568 als Nachfolger von Jacobus Vaet Kapellmeister der Hofkapelle Maximilians II. in Wien. Nach dem Tod von Maximilian II. am 12. Oktober 1576 hatte ihm sein Nachfolger Rudolf II. die Position eines Kanonikus an der Kathedrale von Cambrai zuerkannt. Danach ersuchte Philippe de Monte seinen Dienstherrn darum, sich in den Ruhestand nach Cambrai zurückziehen zu dürfen, was Rudolf II. jedoch ablehnte. In einem Brief von 1578 an Orlando di Lasso beklagt sich der Komponist darüber, dass der Kaiser auf sein Abschiedsgesuch mit Spott reagiert habe und es ihm verwehrt habe, in den Ruhestand zu gehen und in der Nähe seiner Familie zu leben. 1578 veröffentlicht er sein Il settimo libro delli madrigali zu fünf Stimmen.

#### Bayerischer Reichskreis

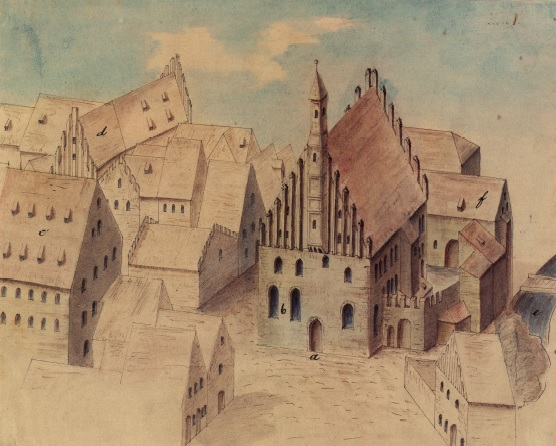
Hohe Schule und Collegium Georgianum in Ingolstadt (1571)

##### Herzogtum Bayern
- Gregor Aichinger, der 1577 im Knabenalter nach München gegangen war und Schüler von Orlando di Lasso wurde, studiert ab 1578 an der Universität Ingolstadt. Dort tritt er in Kontakt mit seinem Studienkollegen Jakob Fugger, dem späteren Fürstbischof von Konstanz. Aichinger erhält durch diese Begegnung, Kontakte zu weiteren Mitgliedern der Familie Fugger, denen er später zahlreiche seiner Werke widmen wird.
- Franciscus Florius hat seit Herbst 1556 in München an der Hofkapelle von Herzog Albrecht V. eine Anstellung als Hofbassist. Neben seiner Tätigkeit als Sänger ist Florius, zusammen mit dem Hofkopisten Johannes Pollet, auch als Notenkopist eingesetzt. Nach dem Ausscheiden Pollets 1571 ist er zum Hauptkopisten aufgestiegen; diese Stellung hat er bis zu seinem Tod 1588 inne.
- Johannes de Fossa ist seit dem letzten Vierteljahr 1559 Vizekapellmeister der Münchner Hofkapelle. In den vorhandenen Dokumenten wird Fossa allerdings weiterhin nur als Tenorist bezeichnet. Seit 1571 hat er die Aufsicht über die Chorknaben der Kapelle und hat ihnen in seinem Haus Kost und Unterkunft zu geben.
- Giovanni Gabrieli ist in den Jahren 1575 bis 1579 Schüler von Orlando di Lasso.
- Vincenzo Galilei, der Anfang der 1570er Jahre nach Florenz übersiedelte und sich ganz der Musik widmete, ist 1578/1579 in München am Hof von Albrecht V. Sein Sohn Michelangelo ist dort Hofmusiker.
- Antonius Gosswin ist seit 1570 ein Angestellter der Hofkapelle von Wilhelm von Bayern und seit seiner Rückkehr 1576 vom Reichstag in Regensburg Organist an der Kirche St. Peter.
- Gioseffo Guami, der sich zwischen 1550 und 1560 in Venedig aufgehalten haben und dort Schüler von Adrian Willaert und Annibale Padovano gewesen sein soll, wirkt seit 1568 in München, wo er zum Hoforganisten berufen wird. Guami wirkt hier bis etwa 1579.
- Orlando di Lasso ist seit 1563 Kapellmeister der Münchner Hofkapelle. Zu Orlandos Aufgaben gehören u. a. Reisen durch Europa zur Anwerbung neuer Musiker, die Unterrichtung der Chorknaben, die teilweise sogar in seiner Familie leben, Proben mit den Musikern und die Komposition zahlreicher neuer Werke.

#### Burgundischer Reichskreis

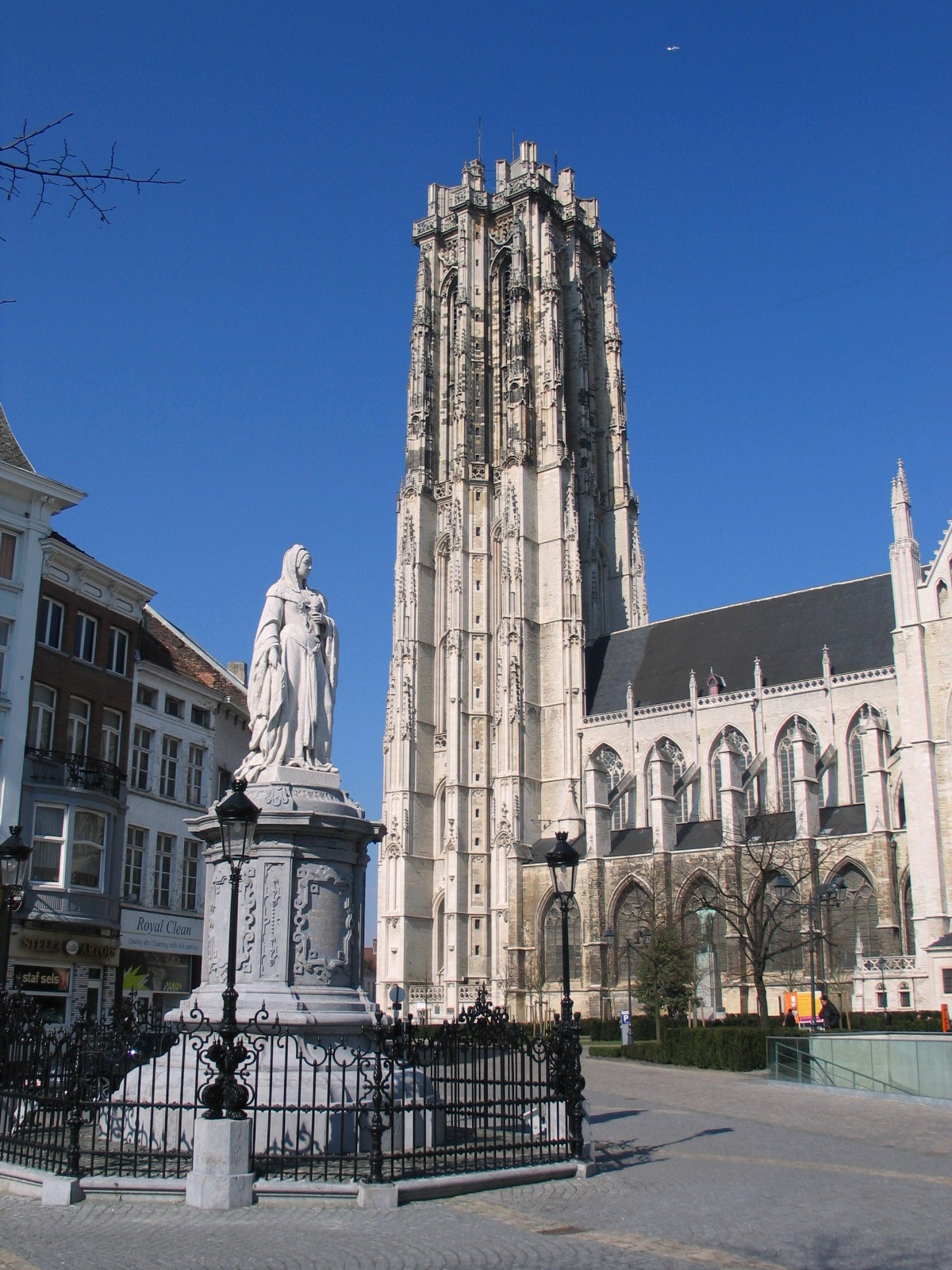
St.-Rombouts-Kathedrale in Mecheln mit dem Denkmal Margaretes von Österreich

##### Markgrafschaft Antwerpen
- Séverin Cornet, der seit 1564 in Mechelen an der St.-Rombouts-Kathedrale tätig war, ist seit 1572 der Nachfolger von Gérard de Turnhout als Kapellmeister der Kathedrale von Antwerpen.
- Noé Faignient, der 1561 das Bürgerrecht in Antwerpen erhalten hat, wirkt seitdem hier als Musiklehrer. In einer Unterlage vom 20. Dezember 1578 wird seine zweite Ehefrau Anna Oldenhoff als Witwe bezeichnet; somit ist Faignient zwischen Dezember 1577 und Dezember 1578 verstorben.

##### Herrlichkeit Mechelen
- Jan van Turnhout, der vielleicht der jüngere Bruder von Gérard de Turnhout ist, ist seit dem 9. August 1577 Kapellmeister der Stiftskirche Saint-Rombaut in Mecheln.

##### Herrschaft Utrecht
- Joannes Tollius, der als Jan van Tol, wahrscheinlich als jüngster Sohn einer wohlhabenden Familie mit acht Kindern in Amersfoort geboren wurde, wird schon in recht jungen Jahren als Leiter der Musik und Kapellmeister an der Liebfrauenkirche seiner Heimatstadt benannt. Als sich die Stadt Amersfoort im Jahr 1578 der calvinistischen Reformation anschließt, verliert er seine Stellung und wendet sich nach Italien.

##### Herzogtum Limburg
- Ludovicus Episcopius, der am 18. Oktober 1577 in seine frühere Stellung als Kapellmeister und Kantor an der Kollegiatkirche St. Servatius in Maastricht zurückgekehrt ist, wirkt hier für knapp fünf Jahre.

##### Grafschaft Flandern
- George de La Hèle, der seit 1572 als Chorleiter an der Kirche St. Rombaut in Mecheln gewirkt hatte, ist in dieser Funktion seit 1574 an die Kathedrale von Tournai tätig. Das bedeutendste Werk von George de La Hèle sind seine acht Messen, die unter dem Sammelnamen Octo missae 1578 in Antwerpen gedruckt werden.
- Andreas Pevernage, der vom 17. Oktober 1563 bis 1577 Kapellmeister an der Kirche Notre-Dame in Courtrai war und 1564 zusätzlich eine Pfründe an Sankt Willibrordus in Hulst erhalten hatte, wechselt 1578 an die Kirche St. Jakob in Brügge, weil Courtrai kurzzeitig unter die Herrschaft der Calvinisten gerät. Zwischen 1578 und 1585 wird die Arbeit Pevernages aber auch in Brügge immer wieder durch die kriegerischen Auseinandersetzungen zwischen den Konfessionen beeinträchtigt. 1578 veröffentlicht er in Douai seine Cantiones aliquot sacrae zu sechs bis acht Stimmen.
- Laurent de Vos, der seit 1566 Musikdirektor und verantwortlicher Leiter der Chorknaben an der Kathedrale Cambrai war, ist seit 1570 wahrscheinlich Countertenor an der St.-Donatus-Kirche in Brügge und von August 1577 bis September 1578 Chorleiter an St. Martin in Ypern.

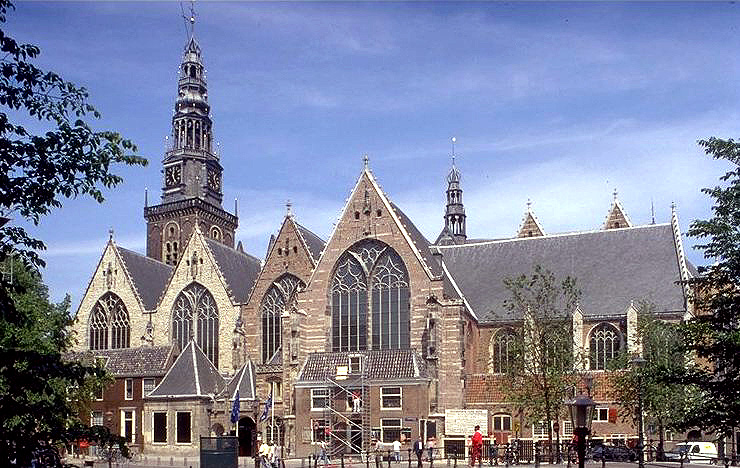
Oude Kerk in Amsterdam, an der Sweelinck über 40 Jahre Orgel spielte

##### Grafschaft Holland
- Jan Pieterszoon Sweelinck, der älteste Sohn des Organisten Pieter Swibbertszoon und seiner Frau Elske Jansdochter Sweeling, lebt in Amsterdam und wirkt nach Aussage von Sweelincks Schüler und Freund Cornelis Plemp seit dem Jahr 1577 als Organist an der Oude Kerk. Nach Johann Mattheson ist er „schon in der Jugend, wegen seiner netten Fingerführung auf der Orgel, und überaus artigen Manier zu spielen, sonderlich berühmt“.[1] Im Zuge der Reformation kommt es 1578 zur Alteratie von Amsterdam. Das Regent, die städtische Verwaltung, wechselt vom katholischen zum calvinistischen Bekenntnis. Im selben Jahr verfügt die nationale Synode ein Verbot von Bildern, Orgeln und polyphoner Musik während der Gottesdienste zugunsten des einstimmigen, unbegleiteten Psalmengesangs.[2][3] Da die Orgeln aber Eigentum der Stadt sind und Sweelinck von der städtischen Verwaltung angestellt ist, behält er sein Amt weiterhin inne und spielt täglich mindestens eine Stunde auf den beiden Orgeln der Oude Kerk.[4] Umstritten ist, ob Sweelinck, der katholisch erzogen wurde, während der Alteratie zum protestantischen Glauben wechselte. Er schafft sowohl Musik über katholische wie auch evangelische Melodien und pflegt Freundschaften mit Menschen beider Konfessionen.[5]

#### Fränkischer Reichskreis

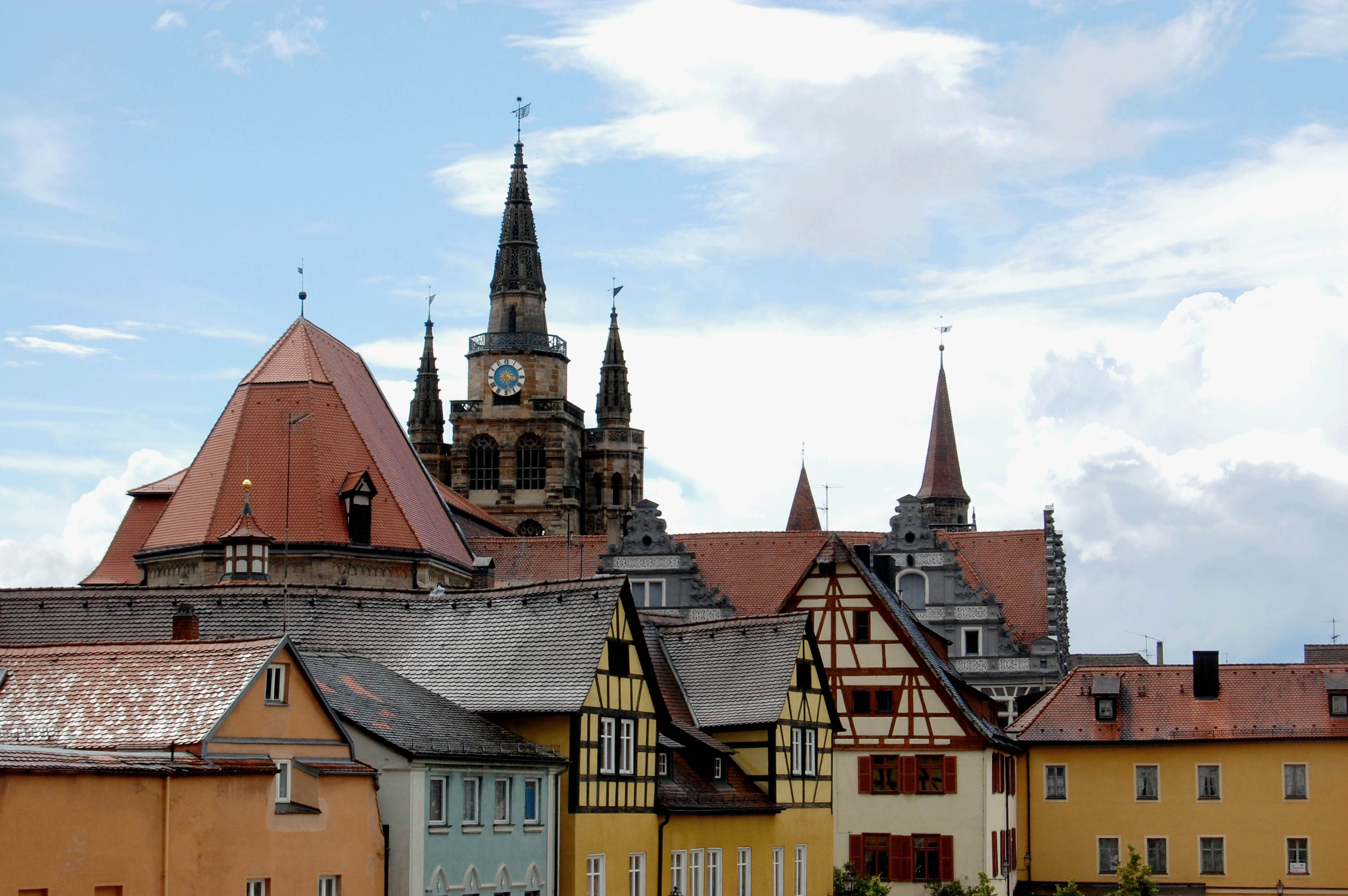
Altstadt von Ansbach mit Blick auf Häuserreihe an der Reitbahn, St. Gumbertus, Hofkanzlei und St. Johannis

##### Markgraftum Brandenburg-Ansbach
- Teodoro Riccio, der nach seiner Ausbildung als Kirchenmusiker als Kapellmeister der Kirche Santa Nazaro in seiner Heimatstadt Brescia tätig war, erhält 1575 den Ruf zur Übernahme der Stelle des Hofkapellmeisters in Ansbach. Bereits 1578 wird Georg Friedrich I. dann vom polnischen König Stephan Báthory, dem damaligen Lehnsherrn Preußens, mit dem Herzogtum belehnt.[6] In diesem Jahr folgt Riccius seinem Dienstherrn nach Königsberg.

##### Reichsstadt Nürnberg
- Leonhard Lechner, der bis zirka 1570 als Sängerknabe am bayerischen Hof zu Landshut angestellt war, hält sich spätestens seit 1575 in Nürnberg auf. Hier hat er bis 1584 das untergeordnete Amt eines „Schulgehilfen“ an der St.-Lorenz-Schule inne. Sein Nürnberger Wirken ist durchaus von Anerkennung und Erfolgen begleitet; auch bieten ihm die 1568, 1571 und 1577 gegründeten privaten Zirkel musikliebender Nürnberger Patrizier (Sodalicium musicum) ein finanziell wie künstlerisch lohnendes Betätigungsfeld. 1578/79 wird sein Sohn Gabriel (1578/79–1611) geboren. Lechner veröffentlicht in diesem Jahr in Nürnberg seine Sanctissimae Virginis Mariae canticum, quod vulgo magnificat inscribitur, secundum octo vulgares tonos zu vier Stimmen. Ferner bearbeitet er die 1576 bis 1579 in Nürnberg gedruckte Liedersammlung seines Zeitgenossen Jakob Regnart.

#### Kurrheinischer Reichskreis

##### Kurpfalz
- Bartholomäus Agricola, der seine musikalische Ausbildung in seiner Heimatstadt Amberg erhalten hat, wo der Komponist Mathias Gastritz als Organist an St. Martin wirkt, ist – wie in den Kirchenratsprotokollen vom 31. Dezember 1577 vermerkt – neben elf weiteren Schülern zum Examen für den Übertritt von der städtischen lutherischen Lateinschule in das kurfürstliche calvinistisch geprägte Pädagogium nicht erschienen und hat seine Heimatstadt verlassen. Möglicherweise sind die konfessionellen Streitigkeiten der Grund dafür, dass Agricola auf die Vorteile verzichtet, die die Ausbildung im angesehenen Pädagogium mit sich gebracht hätte. Agricolas früheste bekannte Kompositionen stehen in einem Karlsruher Chorbuch von 1575 bis 1585.
- Mathias Gastritz, der am 22. Dezember 1561 zum Organisten der Stadt Amberg bestellt wurde, wirkt fast 30 Jahre lang in den Diensten der Stadt.

#### Niederrheinisch-Westfälischer Reichskreis

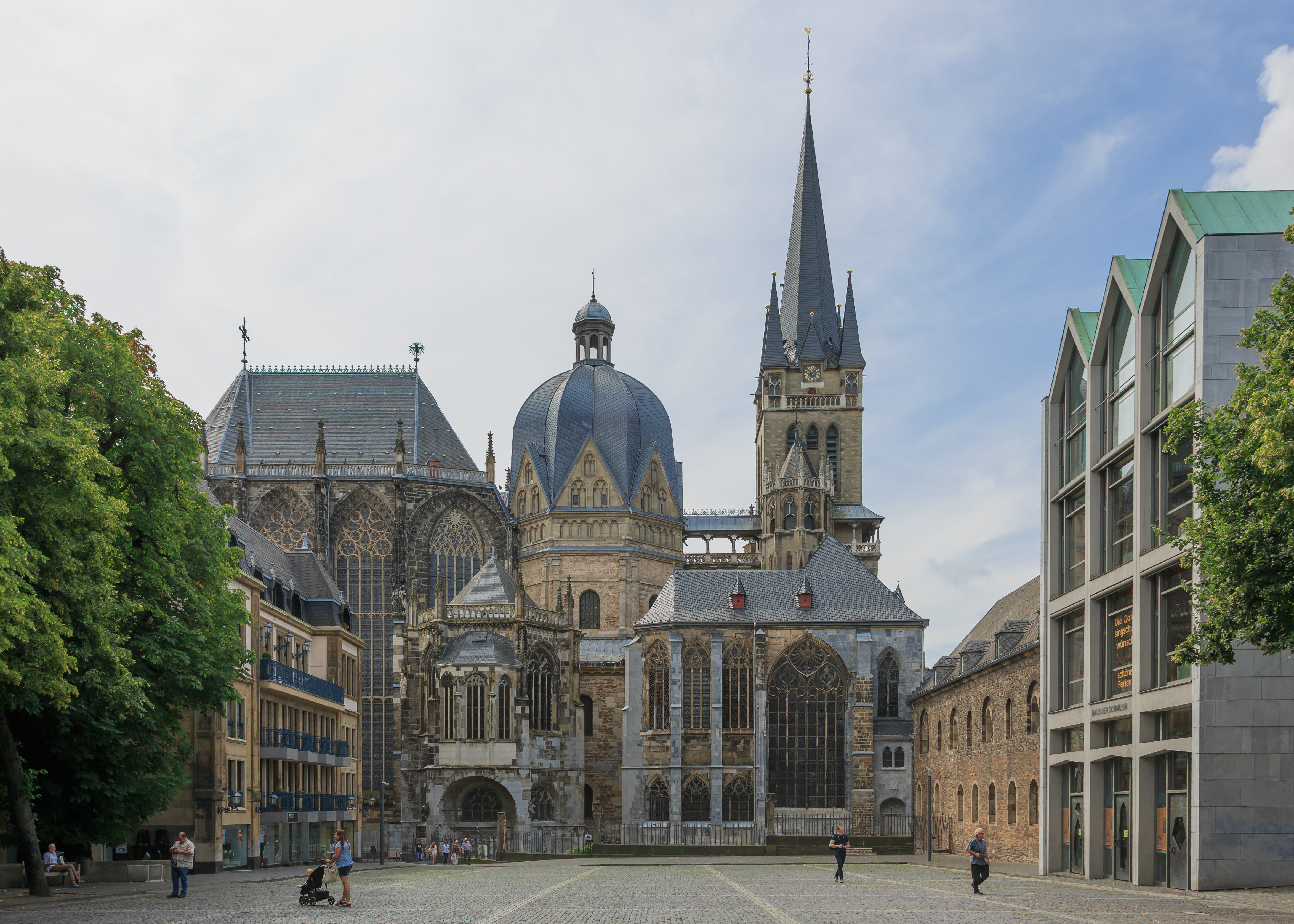
Aachener Dom

##### Reichsstadt Aachen
- Johannes Mangon, der nachweislich von 1572 bis 1577 Leiter des Aachener Domchores war, ist wahrscheinlich 1578 verstorben. Dies wird angenommen, da sein Name in den Rechnungslisten des Aachener Domkapitels ab 1579 nicht mehr aufgeführt ist. In Aachen grassierte damals eine massive Pestepidemie, der tausende von Bürgern zum Opfer gefallen sind. Mangan wird wahrscheinlich zusammen mit diesen in einem der angelegten Massengräber in der Nähe des heutigen Münsterplatzes beigesetzt.

##### Vereinigte Herzogtümer Jülich-Kleve-Berg
- Martin Peudargent ist Hofkomponist in den Diensten von Wilhelm V. von Jülich-Kleve-Berg.

#### Niedersächsischer Reichskreis

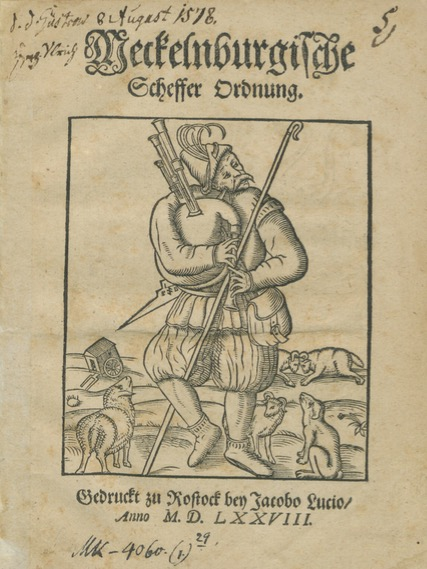
Titelblatt der mecklenburgischen Scheffer-Ordnung von 1578. Die Sackpfeife gehört seit dem Mittelalter, neben Schäferschippe und Krummstab, zu den geläufigen Attributen des Schäferberufes.

##### Erzstift Magdeburg
- Sethus Calvisius, der seit 1569 die Schule in Frankenhausen besucht hatte, geht seit 1572 in Magdeburg zur Schule. Hier erbettelt und erwirbt er sich im Kirchendienst die finanziellen Mittel, um ab 1579 ein Studium aufnehmen zu können.
- Leonhart Schröter, der von 1561 bis 1576 als Stadtkantor in Saalfeld gewirkt hatte, ist seit 1576 Kantor an der Altstädter Lateinschule in Magdeburg, wo er bis zu seiner Emeritierung 1595 verbleibt.

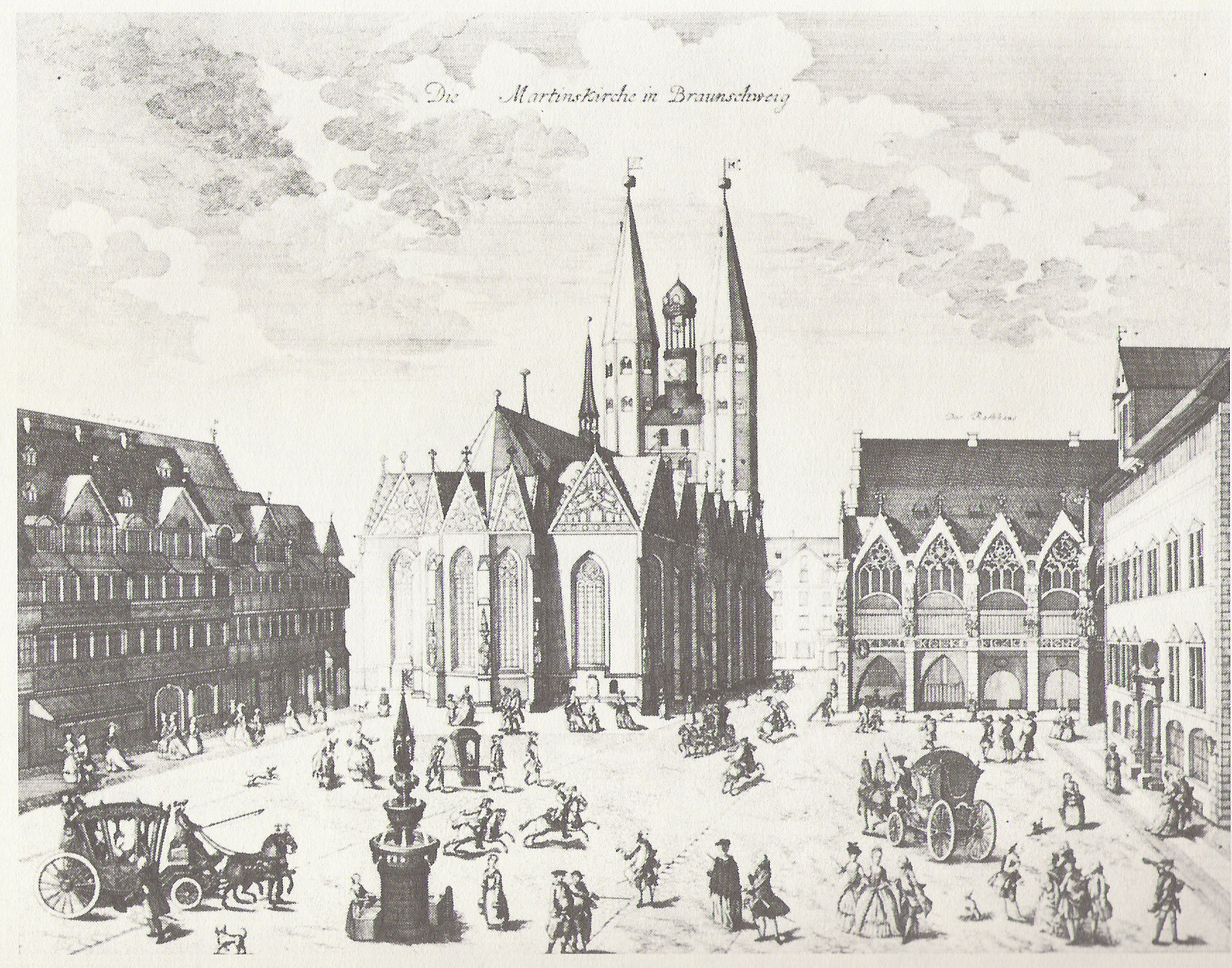
Kupferstich der Martinikirche in Braunschweig mit drittem Turm und Dachreiter (1776)

##### Fürstentum Braunschweig-Wolfenbüttel
- Johann Zanger der Ältere, der seit 1553 Pfarrer an der Petrikirche in Braunschweig war, ist seit 1571 Pfarrer an der Martinikirche, seit 1577 Stellvertreter des Stadtsuperintendenten.

##### Herzogtum Mecklenburg-Schwerin
- Thomas Mancinus, der seit 1573 Nachfolger von Johannes Flamingus als Kapellmeister der heutigen Staatskapelle Schwerin war, ist – berufen durch Herzog Ulrich – seit Februar 1576 Komponist und Kapellmeister in Güstrow.

##### Hamburg
- Jacob Praetorius der Ältere, der wahrscheinlich in seiner Heimatstadt Magdeburg Unterricht von Martin Agricola erhielt, ist von 1555 bis zu seinem Tod 1586 als Organist und Kirchenkomponist an zwei Kirchen in Hamburg nachweisbar.

#### Obersächsischer Reichskreis

##### Fürstentum Anhalt
- Gallus Dreßler wirkt ab 1575 – nachdem 1574 die Philippisten unter Kurfürst August von Sachsen aus Sachsen vertrieben wurden – als Diakon an der St.-Nikolai-Kirche in Zerbst, in welchem Amt er 1581 verstorben zu sein scheint.

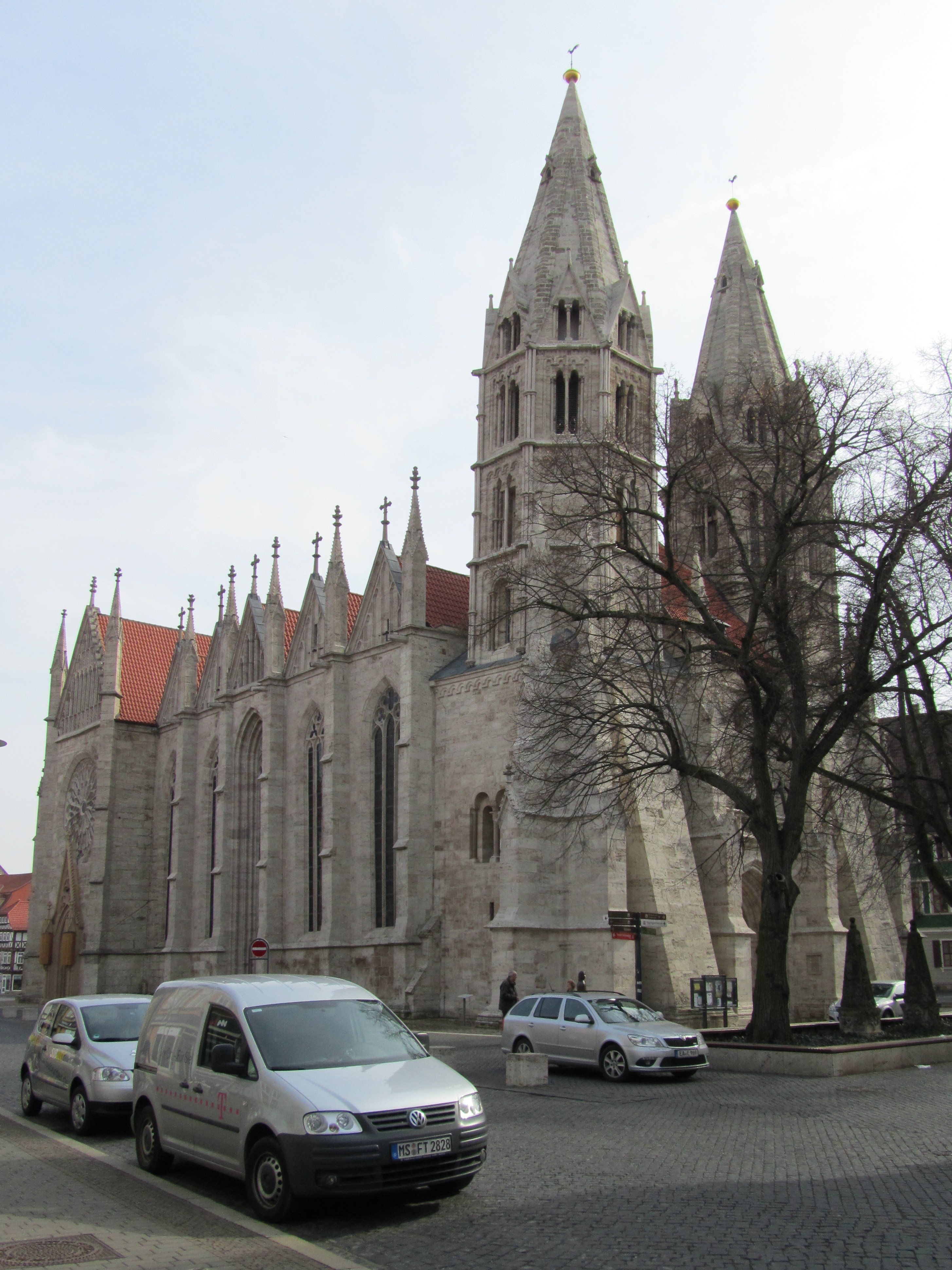
Divi-Blasii-Kirche in Mühlhausen (Thüringen)

##### Kurfürstentum Sachsen
- Elias Nikolaus Ammerbach, der von 1548 bis 1549 an der Universität Leipzig studiert hatte, wirkt danach, vermutlich bis an sein Lebensende 1597, als Thomasorganist an der Thomaskirche.
- Joachim a Burck, der ab 1563 Kantor an der Lateinschule in Mühlhausen war, ist seit 1566 Organist an der Kirche Divi Blasii in Mühlhausen. Daneben ist er als Geschichtsschreiber und öffentlicher Notar tätig.
- Wolfgang Figulus ist von 1551 bis zu seiner Pensionierung 1588 Kantor und Lehrer an der Fürstenschule in Meißen. Er unterrichtet die Fächer Musik, Latein und Religion und sorgt für die musikalische Gestaltung der Gottesdienste in der Afrakirche.
- Johannes Flamingus, der seit 1571 als Nachfolger von David Köler Hofkapellmeister und Leiter der „Hof-Cantorej“ von Herzog Johann Albrecht I. von Mecklenburg-Schwerin war, scheint Schwerin 1573 verlassen zu haben und ist als Kantor in Zwickau tätig.
- Rogier Michael, der von 1572 bis 1574 die Stelle eines Tenorsängers in Ansbach an der Hofkapelle von Markgraf Georg Friedrich von Brandenburg-Ansbach bekleidete, ist seit 1. Februar 1575 – auf Empfehlung von Aemilia von Sachsen, der Schwester von Kurfürst August von Sachsen – Sänger und Musiker an der Dresdener Hofkapelle. Der Komponist heiratet 1578 in Dresden, und in den folgenden Jahren kommen die sieben Söhne Rogier, Tobias, Simon, Samuel, Christian, Georg und Daniel zur Welt; vier von diesen haben sich später auch kompositorisch betätigt.
- Antonio Scandello, der seit 1566 Vizekapellmeister der Dresdner Hofkapelle war und als „zugeordneter Moderator“ dem altersschwachen Mattheus Le Maistre unterstand, ist seit 1568 Hofkapellmeister und übt diese Aufgabe bis zu seinem Tod 1580 aus.
- Nikolaus Selnecker, der seit dem Jahreswechsel 1573/74 wieder Professor in Leipzig ist, ist seit 1576 zusätzlich Pfarrer an der Thomaskirche und Superintendent, dazu auch Domherr am Meißner Dom.

##### Mark Brandenburg
- Bartholomäus Gesius, Sohn eines Ackerbürgers und Ratsherrn, studiert zwischen 1578 und 1585 an der Viadrina in Frankfurt (Oder).

#### Österreichischer Reichskreis

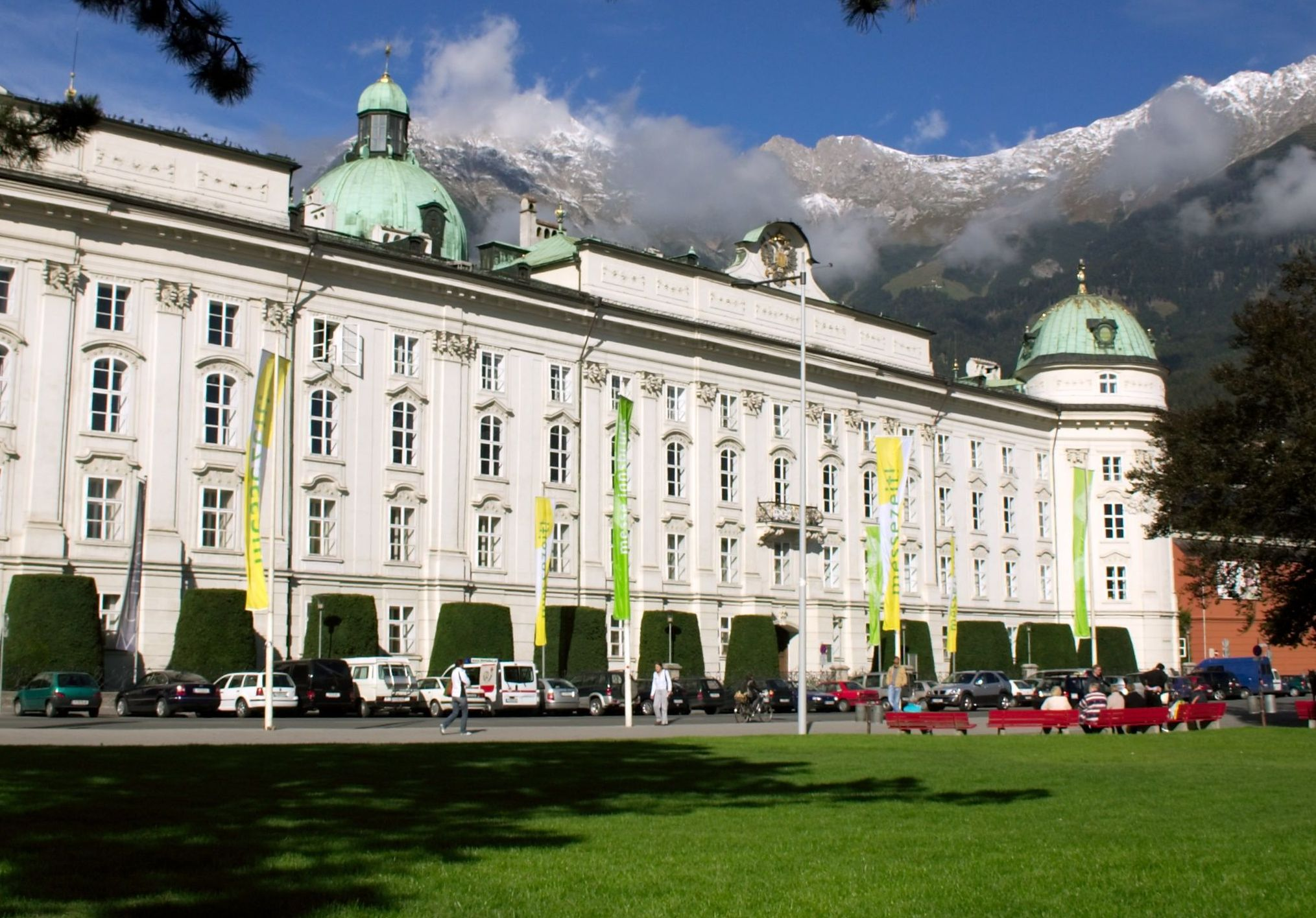
Die Innsbrucker Hofburg (2006)

##### Erzherzogtum Österreich
- Blasius Amon ist seit ca. 1568 Sängerknabe an die Hofkapelle von Erzherzog Ferdinand II. in Innsbruck. Er erhält unter den Kapellmeistern Wilhelm Bruneau (tätig von 1564 bis 1584) und Alexander Utendal (tätig von 1564 bis 1581) eine gründliche musikalische Ausbildung, die er auf Studienreisen vervollkommnet. Vor allem sein Aufenthalt in Venedig von 1574 bis 1577 hinterlässt in seinem Schaffen Spuren. Er bringt nicht nur die dort üblichen Modulationen, sondern auch die venezianische Doppelchörigkeit in seine Heimat mit.
- Simone Gatto, der seit 1568 am Hof in München als Posaunist wirkte, setzt seine berufliche Laufbahn seit 1572 in Graz fort. In der dortigen Hofmusikkapelle wirkt er zunächst als Bläser.
- Lambert de Sayve, der seit dem 1. Februar 1569 das Amt eines Singmeisters an der Abtei Melk hatte, wirkt seit 1577 in der Grazer Hofkapelle von Erzherzog Karl. In der Hofkapelle ist seine Funktion beschrieben als „Capeln-Singer-Knaben-Preceptor“.
- Alexander Utendal, der seit 1564 Alt-Sänger in der Kapelle von Erzherzog Ferdinand II. war, ist hier seit Ende 1572 Kapellknaben-Praezeptor und damit Vizekapellmeister.

##### Gefürstete Grafschaft Görz
- Giorgio Mainerio, der zuvor in Udine gewirkt hatte, wird 1578 zum Maestro di cappella an der S. Chiesa d'Aquilegia in Aquileia ernannt. Mainerio veröffentlicht 1578 eine Sammlung von Tänzen unter dem Originaltitel Il primo libro de balli accomodati per cantar et sonar d’ogni sorte de instromenti di Giorgio Mainerio Parmeggiano Maestro di Capella della S. Chiesa d’Aquilegia, die von Angelo Gardano in Venedig gedruckt werden.

#### Schwäbischer Reichskreis

##### Fürststift Kempten
- Jacobus de Kerle, der bis 1574 in Augsburg als Domorganist tätig war und am 14. Juli 1574 um seine Entlassung aus dem Organistenamt gebeten hatte, ist wahrscheinlich im Fürststift Kempten tätig. Er widmet Fürstabt Eberhard von Stain in Kempten eine Komposition, und zusätzlich hat ihn der Abt des Klosters Weingarten mit einem Empfehlungsschreiben befürwortet. Es ist nicht überliefert, ob die Aktion erfolgreich war; für eine Kemptener Tätigkeit spricht aber, dass er erst am 28. März 1579 in das Cambraier Kapitel aufgenommen wird.

##### Herzogtum Württemberg
- Ludwig Daser ist seit 1572 und bis zu seinem Ableben 1589 Kapellmeister der Hofkapelle Stuttgart. 1578 komponiert und veröffentlicht er seine Patrocinium musices, eine vierstimmige Passion, deren Text eine Zusammenstellung aller vier Evangelien zugrunde liegt.
- Balduin Hoyoul, der im Jahr 1561 im Alter von etwa 13 Jahren als Diskant-Sänger in den Chor der Stuttgarter Hofkapelle unter Ludwig Dasers Leitung eingetreten war und 1564/65 für zwei Jahre als Schüler zu Orlando di Lasso nach München geschickt wurde, wirkt nach seiner Rückkehr wieder als Altist und Komponist der Stuttgarter Hofkapelle.
- Simon Lohet ist seit dem 14. September 1571 Organist der württembergischen Hofkapelle in Stuttgart. Es ist auch Lohets Aufgabe, die Instrumente der Hofkapelle zu verwalten. Neben seinem Amt als Hoforganist wirkt Lohet als Lehrer eines größeren Schülerkreises. Zu diesem gehört auch sein Sohn Ludwig Lohet (1577–1617), der später ebenfalls Komponist wird.

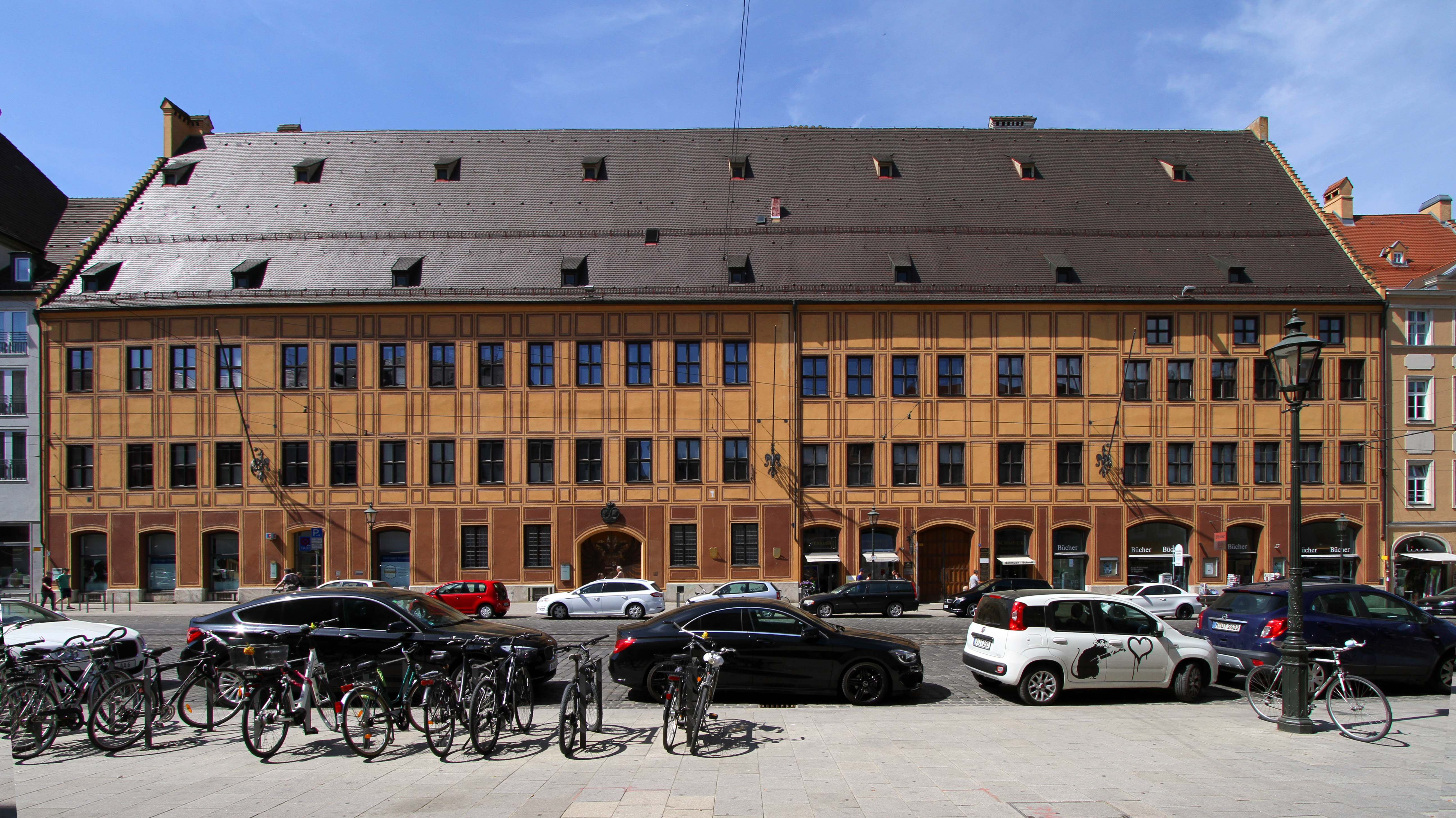
Fuggerscher Stadtpalast in Augsburg (2018)

##### Hohenzollern-Sigmaringen
- Melchior Schramm, der 1572 für zwei Jahre Organist an der neuerrichteten Stiftskirche des Damenstifts in Hall war, wird im Jahr 1574 als Organist und Hofkapellmeister an den Hof Hohenzollern-Sigmaringen berufen, wo er an dem jungen Hof unter Graf Karl II. von Hohenzollern-Sigmaringen die Hofkapelle neu aufbaut und bis 1596 leitet.

##### Reichsstadt Augsburg
- Johannes Eccard wird nach einem kurzen Aufenthalt in seiner Heimatstadt Mühlhausen (1573/74) von Jakob Fugger als Organist nach Augsburg berufen, wo er bis längstens 1579 wirkt.

##### Reichsstadt Dinkelsbühl
- Michael Tonsor wirkt von ungefähr 1567 bis 1588 als Organist an der St. Georgskirche in Dinkelsbühl.

#### Nicht eingekreiste zum Heiligen Römischen Reich zugehörige Territorien und Stände

##### Alte Eidgenossenschaft
- Samuel Mareschall, der sich für die Jahre 1576 und 1577 an der Universität Basel zum Studium eingeschrieben hatte, ist seit 1577 als Nachfolger von Gregor Meyer Organist am Basler Münster; im gleichen Jahr wurde Mareschall an der Universität zum professor musices berufen. Zusätzlich bekommt er eine Anstellung als Musiklehrer am Gymnasium am Münsterplatz und am Collegium Alumnorum. Es gehört auch zu seinen Aufgaben, wöchentlich mit den Schülern des Gymnasiums und den Alumnen Übungsstunden („musices exercitia“) für den Kirchengesang am Münster abzuhalten. 1578 veröffentlicht er 2 Kanons zu vier bis fünf Stimmen.

##### Herzogtum Mantua
- Ippolito Baccusi ist ab etwa 1576 bis 1589 als Kapellmeister am Dom zu Mantua tätig.
- Girolamo Cavazzoni ist Organist in der Hofkirche Santa Barbara des Palazzo Ducale in Mantua, wo er bis 1577 wirkte. Nach 1577 ist er verstorben.
- Giovanni Giacomo Gastoldi, der in Mantua als Chorknabe an der Basilika Santa Barbara seine musikalische Ausbildung erhielt, Theologie studierte und seit 1572 Subdiakon war, ist seit 1574 Diakon und seit 1575 Priester. Gastoldi erhält Pfründe, damit verbunden ist die Verpflichtung, den Chorknaben Gesangsunterricht zu geben. Als Mitglied der Kapelle beteiligt er sich an der Komposition des vom Herzog Guglielmo Gonzaga (der sich auch selber als Komponist betätigt) gewünschten Repertoires.
- Giaches de Wert, der von 1563 bis 1565 den Dienst eines Kapellmeisters für die kaiserlichen Gouverneure in Mailand versehen hatte, wirkt spätestens seit September 1565 als Kapellmeister an der neu gebauten Basilika Santa Barbara in Mantua, der Hofkirche der Gonzaga-Herzöge, nachdem er dorthin für das erste Barbara-Fest am 4. Dezember 1564 eine neue von ihm komponierte Messe geschickt hatte. In dieser Stellung bleibt er bis zu seinem Tod. Er ist auch als prefectus musicorum für die weltliche Musik am Hof von Herzog Guglielmo Gonzaga in Mantua zuständig.

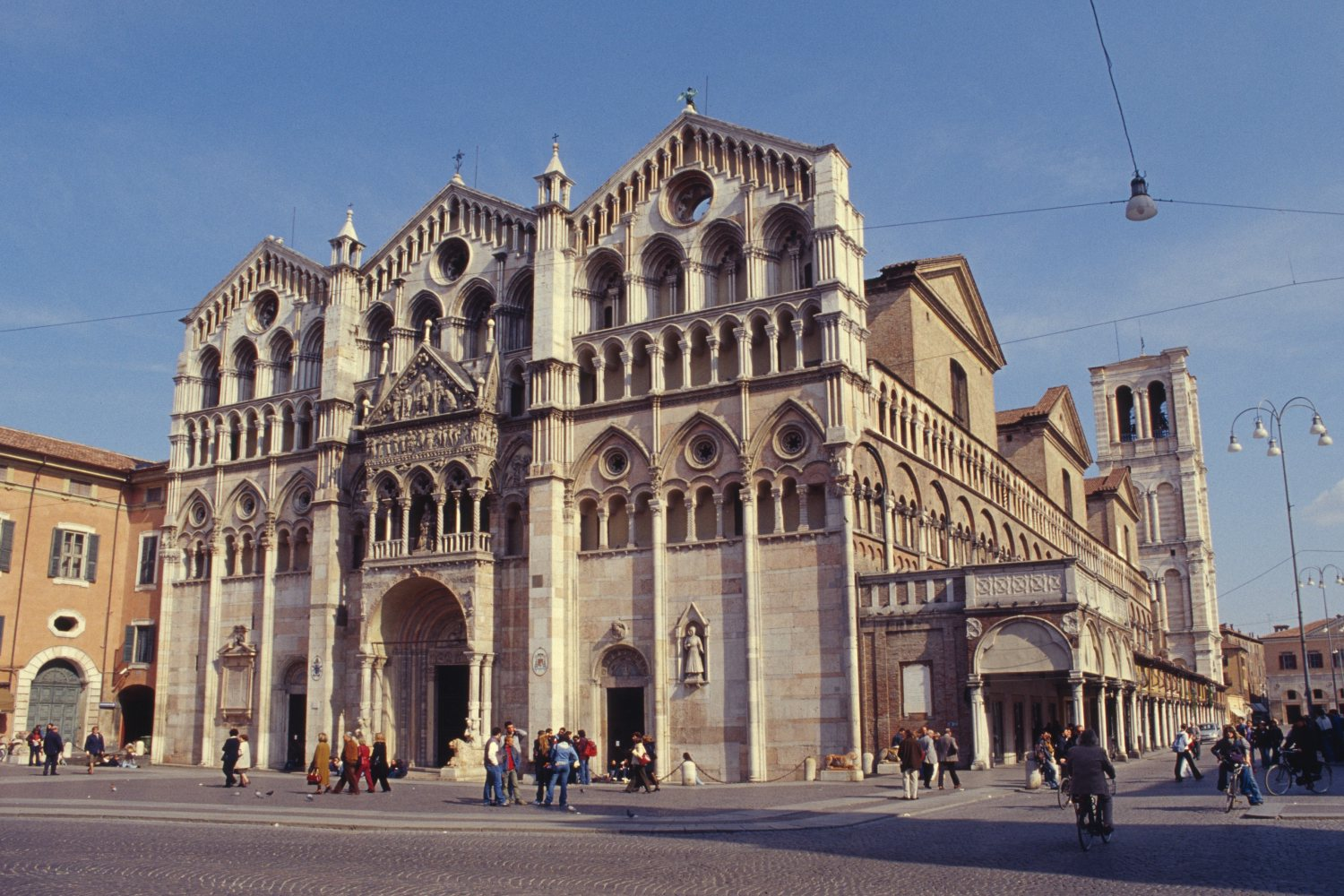
Die Kathedrale San Giorgio in Ferrara (2005)

##### Herzogtum Modena und Reggio
- Bernardino Bertolotti wird Hofmusiker der Familie Este in Ferrara. „Er war als Instrumentalist am Hof von Ferrara von Dezember 1578 bis zu dessen Auflösung Anfang 1598 angestellt.“[7]
- Girolamo Diruta ist seit 1574 Mitglied des Minoritenklosters in Correggio. Er erhält seine musikalische Ausbildung zum Organisten von Batista Capuani.
- Luzzasco Luzzaschi, der seit Mai 1561 Organist und seit 1564 herzoglicher Hoforganist am Hof des Herzogs Alfonso II. d’Este war, ist seit 1574 – als Nachfolger Afonso della Violas (auch dalla Viola genannt) – Leiter der Instrumentalmusik des Herzogs von Ferrara. Seit 1572 bekleidet er zusätzlich das Organistenamt am Ferrareser Dom.
- Tiburtio Massaino, der seit 1571 maestro di cappella von Santa Maria del Popolo in Rom war, wirkt 1578 in Modena und veröffentlicht in diesem Jahr seine Missae liber primus zu fünf und sechs Stimmen.

##### Herzogtum Toskana
- Paolo Aretino, der bis 1547 als Kantor am Dom von Arezzo gewirkt hat, ist danach bis zu seinem Tode im Jahr 1584 an Santa Maria della Pieve, ebenfalls in Arezzo, tätig.
- Giulio Caccini, der wahrscheinlich Mitglied im Knabenchor der Cappella Giulia des Petersdoms und von Oktober 1564 bis November 1565 Gesangsschüler von Giovanni Animuccia war, wirkt seit dem 29. April 1566 am Hof des Großherzogs Ferdinando I. de’ Medici in Florenz.
- Nicolao Dorati wirkt seit 1543 in der Stadtkapelle von Lucca, zunächst als Posaunist und seit 1557 für über zwanzig Jahre als Kapellmeister.
- Cristofano Malvezzi, der seit 1571 als Kapellmeister am Baptisterium San Giovanni gewirkt hatte, ist seit 1574 – in der Nachfolge seines Vaters – Organist an der Basilica di San Lorenzo.
- Giovanni Piero Manenti, der im Juni 1571 – nach dem Tode von Francesco Corteccia – Kapellmeister an S.Giovanni geworden war, dieses Amt aber bereits nach sechs Monaten niedergelegt hatte, ist Organist an der Kathedrale von Florenz, ein Amt, das er bis zu seinem Tod 1597 ausübt. Manenti ist ebenfalls als Musiker am Hof der Medici tätig und komponiert zumindest ein Werk für die „Compagnia di S.Giovanni Evangelista“ in Florenz.
- Alessandro Striggio der Ältere, der aus einem Aristokratengeschlecht entstammt, hält sich vermutlich in Florenz auf, wo er um 1560 die ersten Kontakte zu den Medici geknüpft hatte. In den 1570er-Jahren schließt er eine Freundschaft mit Vincenzo Galilei. Ob er auch Mitglied der Florentiner Camerata war, ist nicht geklärt.

##### Königreich Böhmen
- Szymon Bar Jona Madelka lebt seit ungefähr 1575 in Pilsen, wo er Mitglied der Fleischerzunft ist. Später wird er Zunftmeister, Ratsherr der Stadt und Kantor.

### Königreich England und Irland

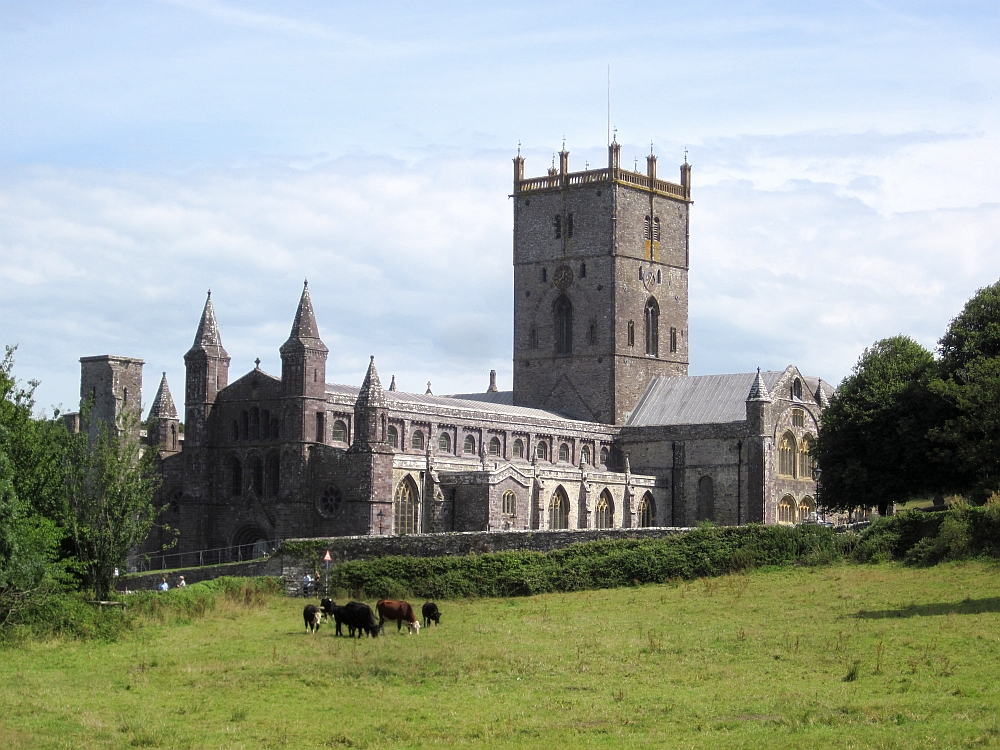
St David’s Cathedral in St Davids

#### Chapel Royal von Elisabeth I.
- John Bull, der 1573 Kapellknabe an der Hereford Cathedral war, ist wahrscheinlich schon seit 1574 Mitglied der Children of the Chapel Royal, wo der Organist John Blitheman sein Lehrer wird.
- William Byrd ist seit 1570 „Gentleman of the Chapel Royal“ und übt zusammen mit Thomas Tallis das Organistenamt aus.
- Alfonso Ferrabosco der Ältere, der 1562 vermutlich mit seinem Onkel das erste Mal nach England kam und von Königin Elisabeth I. angestellt wurde, verlässt 1578 England endgültig und kehrt nicht mehr dorthin zurück.
- William Mundy, der 1543 Mitglied im Chor von Westminster Abbey wurde und später für verschiedene Kirchengemeinden arbeitete, ist seit 1563 Mitglied der Chapel Royal, an der er bis zu seinem Tode 1591 verbleibt.
- Thomas Tallis, der 1543 zum „Gentleman of the Chapel Royal“ in London ernannt wurde, bekleidet dieses Amt in den folgenden 40 Jahren.

#### Cambridge
- Richard Carlton studiert ab 1577 im Clare College in Cambridge.

#### London
- Peter Philips bekommt seine erste musikalische Ausbildung 1572 bis 1578 als Chorknabe an der St. Paul's Cathedral in London unter Sebastian Westcott († 1582). Er lebt bis zu Westcotts Tod 1582 in dessen Haus.

#### St Davids
- Thomas Tomkins, Mitglied einer namhaften englischen Musikerfamilie, wird vermutlich im Jahre 1578 Chorknabe der St. Davids Cathedral.

### Königreich Frankreich

#### Chapelle Royale von Heinrich III.
- Eustache du Caurroy ist seit 1570 zunächst als Sänger im Dienst der französischen Könige Karl IX. und Heinrich III. tätig und wird bald als Komponist bekannt.

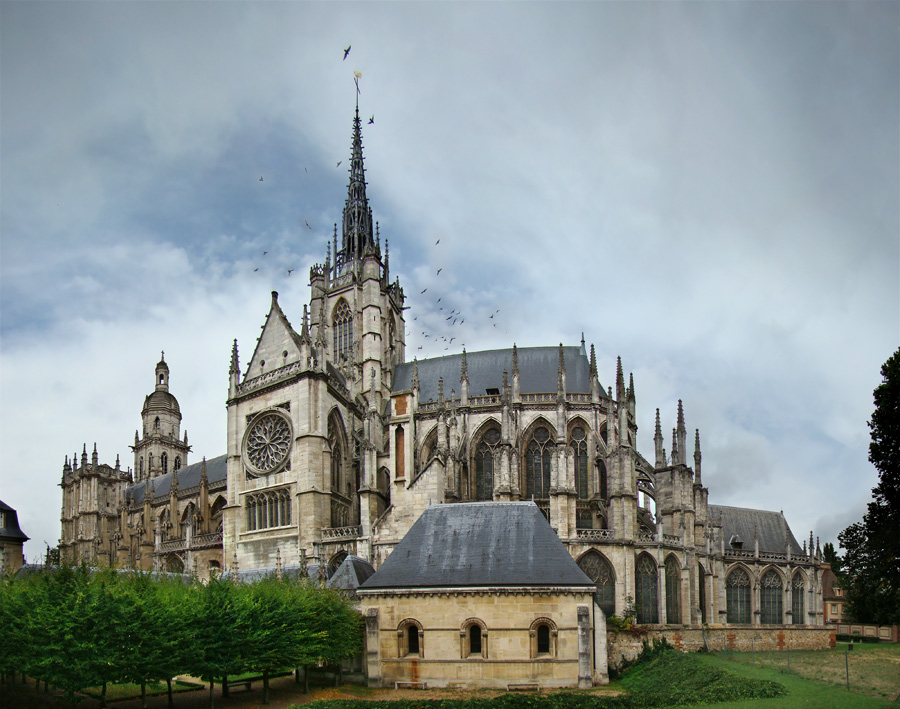
Die Kathedrale Notre-Dame in Evreux

#### Évreux
- Guillaume Costeley, der nach seiner Ausbildung von 1560(?) bis 1570 Hoforganist am Hof von Karl IX. war, wirkt danach bis zu seinem Ableben 1606 in Évreux als Komponist und ist dort Mitglied der Bruderschaft Sainte Cécile.

#### Paris
- Pierre-Francisque Caroubel, der von italienischer Herkunft war, lebt seit 1576 in Paris.
- Adrian Le Roy lebt in Paris und ist musikalischer Leiter des von ihm mit seinem Vetter Robert Ballard 1551 gegründeten Musikverlags Le Roy & Ballard.

### Italienische Staaten

#### Herzogtum Urbino
- Leonard Meldert, der bis zum Tod des Herzogs Guidobaldo II. della Rovere in Urbino 1574 an dessen Hof aktiv war, ist anschließend mit großer Wahrscheinlichkeit in Ravenna in die privaten Dienste von Giulio Feltrio della Rovere, Kardinal von Urbino und Erzbischof von Ravenna getreten. Ihm widmet der Komponist 1578 sein Primo libro di madrigali a 5 voci. Ab 1578 ist Meldert nach Aussage des Musikforschers F. Piperno wieder in Urbino aktiv, und zwar als Kapellmeister der dortigen Kathedrale; im gleichen Jahr vertont er als Erster das Gedicht Tirsi morir volea von Giovanni Battista Guarini, das danach von vielen anderen Madrigal-Komponisten in Musik gesetzt wird.

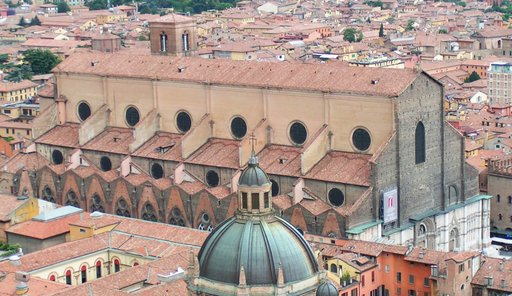
Basilica di San Petronio in Bologna

#### Kirchenstaat
- Emilio de’ Cavalieri wurde in Rom als Sohn einer aristokratischen und musikalischen Familie geboren. Vermutlich erhielt er dort den ersten musikalischen Unterricht und wirkt dort als Organist und Musikdirektor von 1578 bis 1584.
- Ghinolfo Dattari erhält ab Februar 1555 in Bologna eine Anstellung als Sänger in der Kapelle von San Petronio, die er 62 Jahre lang, bis zu seinem Tode ausübt.
- Giovanni de Macque, der in jungen Jahren an der Hofkapelle in Wien als Sängerknabe ausgebildet wurde und ab 1563 seine Ausbildung am Wiener Jesuitenkolleg fortgesetzt hatte, wirkt in Rom.
- Giovanni Maria Nanino, der im Sommer 1575 das Amt des Kapellmeisters von San Luigi dei Francesi angetreten hatte, wirkt seit dem 28. Oktober 1577 – nach bestandener Aufnahmeprüfung – als Tenor im Chor der renommierten päpstlichen Kapelle, der Cappella Pontificia. In der Kapelle, die vor allem in der Cappella Sistina auftritt, bleibt er bis zu seinem Tod 1607 tätig. Neben seinen Verpflichtungen als Sänger liefert er auch eigene Kompositionen (eine von der Kapelle erwünschte Fähigkeit) und übernimmt verschiedene administrative Ämter.
- Giovanni Pierluigi da Palestrina, der seit 1565 musikalischer Leiter und Lehrer des Seminario Romano, einer Ausbildungsstätte des Priesternachwuchses war, übt diese Stelle – nachdem Giovanni Animuccia Ende März 1571 verstorben war – seitdem zum zweiten Mal aus. Palestrina ist auch für die Arciconfraternita della Santissima Trinità dei Pellegrini e Convalescenti aktiv, eine damalige römische Frömmigkeitsbewegung, für die er 1576 und 1578 musikalische Beiträge liefert. Den Auftrag zur Reform der Choralgesänge (Graduale Romanum), den der Komponist und der Sänger Annibale Zoilo (1537–1592) von Papst Gregor XIII. (1572–1585) in einem Erlass vom 15. Oktober 1577 erhalten hatten, schließen beide schon 1578 ab. Allerdings ist diese Fassung nie gedruckt worden, weil insbesondere dem spanischen König Philipp II. die sprachlich-musikalischen Eingriffe in die Choräle zu weit gingen, woraufhin der Papst den Auftrag 1578 wieder zurückzieht. Eine engere Beziehung unterhält Palestrina mit dem Hof der Gonzaga in Mantua. Herzog Guglielmo Gonzaga, der einen gegenreformatorischen Mittelpunkt in Italien anstrebt und dafür in Mantua die Schlosskirche Basilika Palatina di Santa Barbara gebaut hat, hat bei Palestrina zehn Choralmessen auf der Basis einer speziell in Mantua gepflegten liturgischen Tradition bestellt. Die erste vierstimmige Alternatim-Messe erhielt er am 2. Februar 1568, die restlichen neun fünfstimmigen zwischen November 1578 und April 1579.
- Paolo Quagliati, der nach seiner musikalischen Ausbildung 1574 nach Rom gezogen ist, wirkt hier als Organist in verschiedenen Kirchen.
- Simone Verovio lebt spätestens seit 1575 in Rom.
- Tomás Luis de Victoria, der in Rom das Collegium Germanicum – das Priesterseminar der Jesuiten – absolviert hatte, hat seit 1571 als moderator musicae die Leitung der Kapelle des Collegiums in der Nachfolge von Giovanni Pierluigi da Palestrina.

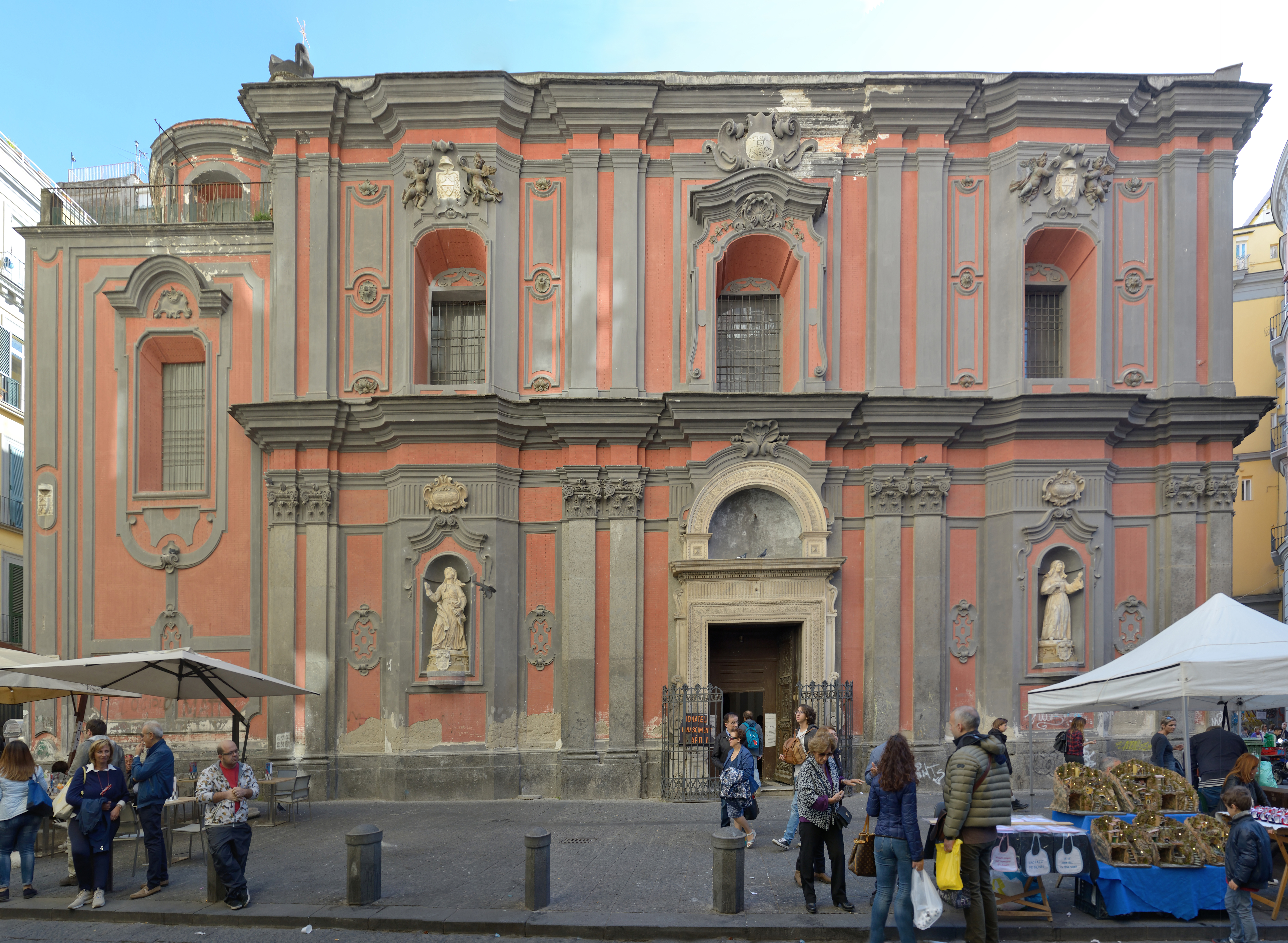
Chiesa di Sant’Angelo a Nilo in Neapel

#### Königreich Neapel
- Giovanni Domenico da Nola wirkt seit Februar 1563 bis zu seinem Tod als Maestro di cappella an der BasilikaSantissima Annunziata Maggiore in Neapel. In dieser Funktion lehrt er auch die Mädchen des Waisenhauses der Annunziata und die Diakone des Priesterseminars Gesang.
- Antonio Valente wirkt von 1565 bis 1580 als Organist an Sant’Angelo a Nilo in Neapel.

#### Republik Venedig
- Costanzo Antegnati, der am besten bekannte Spross der verzweigten italienischen Orgelbauerfamilie Antegnati, bekommt seine musikalische Ausbildung bei Girolamo Cavazzoni und ist seit dem Jahr 1570 Orgelbau-Mitarbeiter seines Vaters Graziadio Antegnati des Älteren (1525–1590) in Brescia. 1578 veröffentlicht er in Venedig bei Angelo Gardano sein Libro 1. Missarum, 6 et 8 vocum.
- Giovanni Matteo Asola wirkt von 1577 bis 1591 in Treviso, Vicenza und in Verona als Kapellmeister.
- Giovanni Bassano, der zuerst 1576 als Instrumentalmusiker an San Marco in Venedig in Erscheinung trat, erwirbt sich dort schnell einen Ruf als einer der besten Instrumentalisten in Venedig.
- Giovanni Cavaccio, der in seiner Jugend Sänger an der Münchener Hofkapelle gewesen sein soll und sich danach vermutlich in Venedig und Rom aufgehalten hat, wirkt seit 1576 als Sänger in Bergamo.
- Giovanni Croce wirkt seit 1565 als Chorknabe und Sänger am Markusdom in Venedig.
- Baldissera Donato ist seit 1550 als Sänger – zunächst an San Marco in Venedig – aktiv und wirkt auch in der Ausbildung der Sänger.
- Paolo Ferrarese ist in Venedig tätig. 1578 veröffentlicht er seine Psalmi omnes qui ad vesperas.
- Andrea Gabrieli ist wahrscheinlich seit Jahresanfang 1566 als Organist an San Marco tätig, einer herausragenden Position in der Musikwelt Italiens, in der er bis zu seinem Lebensende bleiben wird. An San Marco entwickelt er, gefördert durch die einzigartige Akustik des Doms, seinen originalen Kompositionsstil der zeremoniellen Mehrchörigkeit und des konzertanten Stils, der später von seinem Neffen Giovanni Gabrieli weiter entwickelt wird.
- Florentio Maschera, der seine erste Anstellung als Organist im Kloster Santo Spirito in Isola vor Venedig erhielt, ist seit 22. August 1557 Organist an der Kathedrale von Brescia.
- Claudio Merulo ist seit dem Jahr 1566 als Nachfolger von Annibale Padovano als erster Organist am Markusdom in Venedig tätig. Neben dieser offiziellen Tätigkeit tritt er regelmäßig in den Palazzi venezianischer Adliger auf, z. B. in der Ca' Zantani, die auch von Parabosco, Padovano und anderen Virtuosen frequentiert wird. 1578 erscheint das zweite Buch seiner Mottetti a 5 (Sacrae Cantiones).
- Giovanni Battista Mosto, der 1568 eine Anstellung als Zinkenist und Posaunist in der Münchener Hofkapelle unter Orlando di Lasso hatte, lebt seit 1569 wieder in Udine, gehört seit 1570 zu den Stadtpfeifern und hat seit 1573 den Auftrag, die Stadtkapelle neu zu ordnen und den Chorknaben der Kathedrale das Spielen der verschiedenen Instrumente beizubringen. Er studiert bei Claudio Merulo, dem er 1578 seine erste Madrigalsammlung Il primo fiore della ghirlanda musicale widmet.
- Ludovico Zacconi, der dem Augustinerorden beigetreten war, wo er 1575 zum Priester geweiht wurde, hat im Jahre 1577 Studien an der Kirche des hl. Stephanus in Venedig aufgenommen und wird später von Andrea Gabrieli als Schüler angenommen.
- Gioseffo Zarlino, der bei Adrian Willaert in Venedig studiert hat, ist seit 1565 – in der Nachfolge von Cypriano de Rore – Kapellmeister am Markusdom in Venedig. Er hat diese Stelle bis zu seinem Ableben 1590 inne.

### Königreich Polen und Großfürstentum Litauen

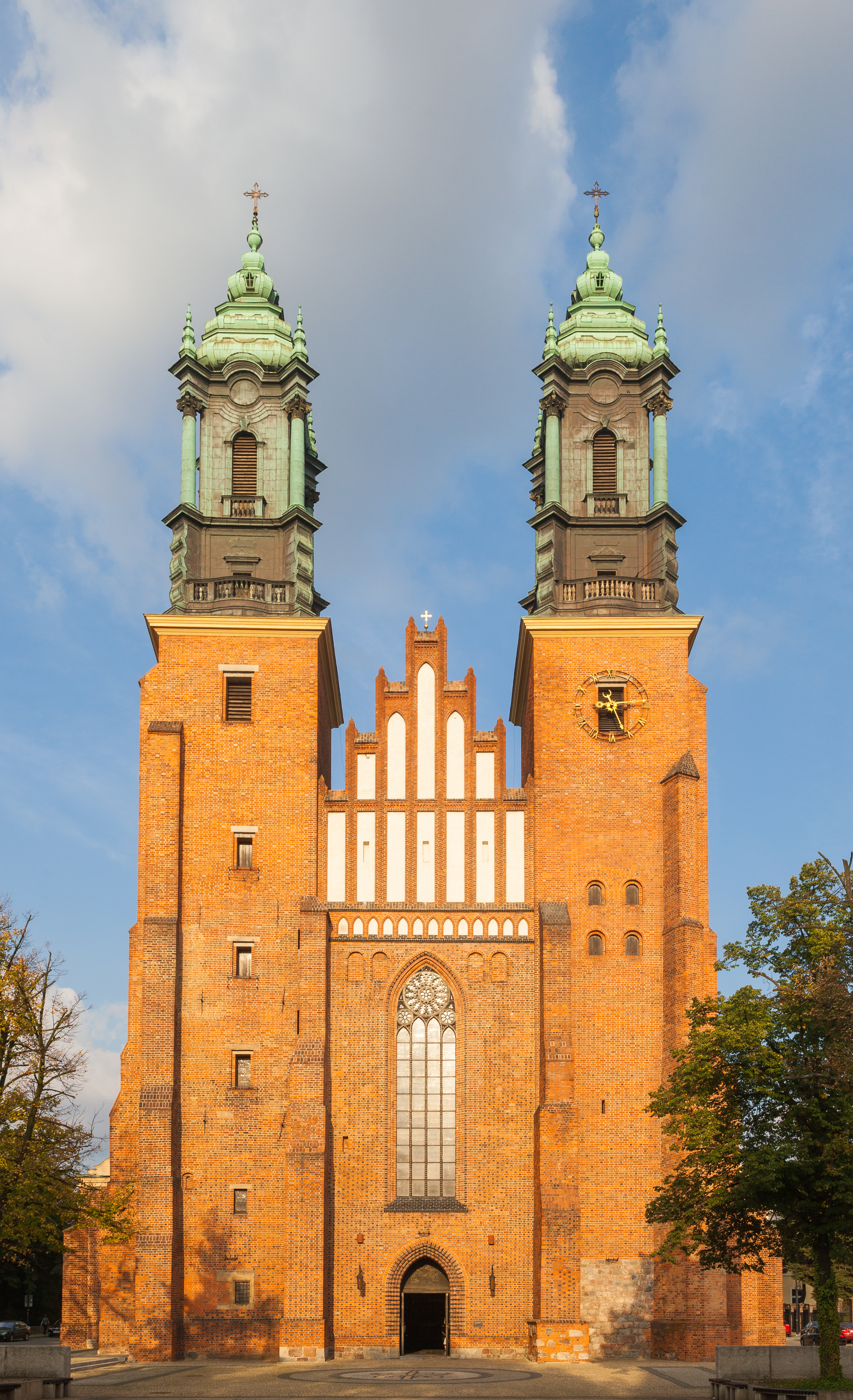
Posener Dom

#### Hofkapelle von Stephan Báthory
- Krzysztof Klabon, der seit 1565 Lautenist der königlichen Hofkapelle in Krakau war, ist von 1576 bis 1601, mit einer kurzzeitigen Unterbrechung durch den Italiener Luca Marenzio 1596, Direktor der königlichen Kapelle.

#### Posen
- Jan Brandt ist seit 1571 Mitglied des Jesuitenordens und wird 1578 ordiniert.

#### Sandomierz
- Mikołaj Gomółka, der als königlicher Fistulator (hervorragende Instrumentalist des Königs) Mitglied der Hofkapelle von König Sigismund II. August von Polen war, hat 1563 den Hof verlassen und ist die folgenden 15 Jahre in seiner Geburtsstadt Sandomierz in einigen außermusikalischen Bereichen tätig. Im Jahr 1578 findet er einen mächtigen Protektor in der Person des Bischofs Piotr Myszkowski, einem herausragenden Humanisten und Mäzen der Künstler und Schriftsteller.

### Königreich Portugal

#### Hofkapelle von Sebastian I. / Heinrich I.
- António Carreira ist seit der Thronbesteigung des 14-jährigen Königs Dom Sebastiaõ 1568, Kapellmeister und Magisterio in Lissabon. Es ist nicht genau bekannt, aber wahrscheinlich, dass es zu dieser Zeit mindestens zwei Kapellen gibt, eine für den König und eine für Dona Catarina bzw. für Dom Henrique, denn es gibt zwischen 1562 und 1580 neben Carreira noch einen zweiten Kapellmeister: den Flamen Rinaldo del Mel. Nach dem tragischen Verschwinden des Königs Dom Sebastiaõ 1578 nach der Schlacht von Alcácer-Quibir bleibt Carreira auch unter der Regierung von Heinrich I. Kapellmeister der Königlichen Kapelle in Lissabon.
- Miguel de Fuenllana dient von 1574 bis 1578 als Kammermusiker bei König Sebastian I. von Portugal mit dem beachtlich hohen Jahresgehalt von 100.000 Maravedís.
- Rinaldo del Mel, der in Mechelen lebte und seit dem 3. März 1562 Mitglied der Singschule der Kathedrale Saint-Rombaud war, hat seine Heimat verlassen und wirkt vermutlich seit 1572 am königlichen Hof in Lissabon als maestro unter König Sebastian I. und König Heinrich I.

### Königreich Spanien

#### Hofkapelle von Philipp II.
- Philippe Rogier, der seine erste musikalische Ausbildung an der Kathedrale seiner Geburtsstadt Arras erhalten hatte, ist 1572 mit Gérard de Turnhout – seit 1571 Kapellmeister der capilla flamenca des spanischen Königs Philipp II. – und anderen jugendlichen Sopranisten nach Madrid gereist und wurde am dortigen Königshof eingeführt. In Madrid kann er in den folgenden Jahren als jugendlicher Sänger seine musikalische Ausbildung vervollständigen.
- Gérard de Turnhout, der seit 1562 an der Liebfrauenkirche Antwerpen tätig war und hier seit 1563 die Position eines Musikmeisters (maître de musique) in der Nachfolge von Antoine Barbé bekleidete, ist seit 1572 Kapellmeister der Capilla flamenca von König Philipp II. von Spanien in Madrid. In diesem Amt bleibt er bis zu seinem Tod im September 1580.
- Cornelis Verdonck, der seine erste musikalische Ausbildung als Kapellknabe vermutlich an der Kathedrale Notre-Dame in Antwerpen unter Gérard de Turnhout bekam, gelangt im Zuge der Anwerbung von Sängerknaben für die Capilla flamenca zusammen mit Philippe Rogier im Jahr 1572 nach Madrid an die Hofkapelle des spanischen Königs Philipp II., wo er für etwa acht Jahre bleibt.

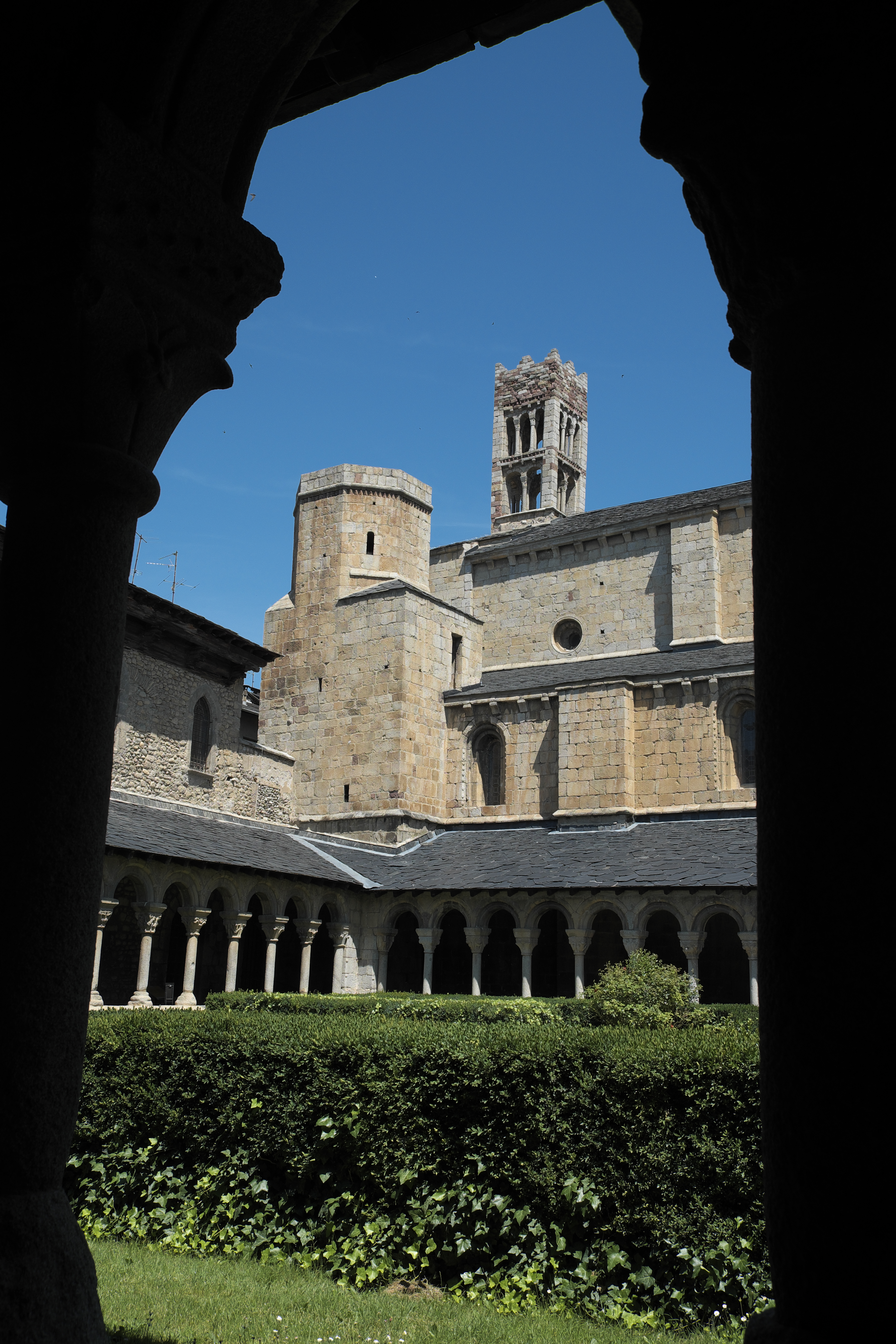
Kathedrale Santa María in La Seu d’Urgell

#### Barcelona
- Joan Brudieu, der sich 1577 privat nach Balaguer zurückgezogen hatte, tritt 1578 die Stelle des Kapellmeisters in Santa Maria del Mar in Barcelona an. Aus gesundheitlichen Gründen muss er diese Stelle jedoch bald aufgeben.

#### Segovia
- Sebastián de Vivanco, der wahrscheinlich seine musikalische Ausbildung ebenso wie sein etwas älterer Zeitgenosse Tomás Luis de Victoria an der Kathedrale von Ávila erhielt und seine erste bekannte Stelle als Kapellmeister der Kathedrale von Lérida hatte, ist seit 1576 Kapellmeister an der Kathedrale von Segovia.

#### Sevilla
- Francisco Guerrero ist seit 1574 Kapellmeister an der Kathedrale von Sevilla.
- Alonso Mudarra ist seit dem 18. Oktober 1546 Kanoniker an der Kathedrale von Sevilla. In dieser Stadt hat er einen bedeutenden Einfluss auf das Musikleben und bleibt dort noch 34 Jahre bis an sein Lebensende. Zu seinen Aufgaben an der Kathedrale gehört die Leitung aller musikalischen Aktivitäten. Hierzu gehören die Beauftragung von Instrumentalisten, der Kauf und die Leitung des Aufbaus einer neuen Orgel und die enge Zusammenarbeit mit Komponisten für die vielfältigen festlichen Anlässe.

#### Tarragona
- Nicasio Zorita, der 1578 noch in Valencia wirkte, wird in diesem Jahr zum Kapellmeister der Kathedrale von Tarragona ernannt. In diesem Amt bleibt er bis mindestens 1589.

#### Valladolid
- Esteban Daza, der 1576 sein Hauptwerk Libro de música herausgegeben hat, lebt in Valladolid.

### Vizekönigreich Neuspanien
- Hernando Franco, der – gemäß eines Beleges aus dem Jahr 1571 – maestro de capilla der Kathedrale von Santiago de Guatemala war und diesen Posten 1574 verlassen hat und nach Mexiko gegangen ist, hat seit 1575 die Stelle des maestro de capilla der neuen Kathedrale von Mexiko-Stadt.

## Instrumentalmusik

### Für Cister
- Sixt Kargel
  - Renovata Cythara, Strassburg: Bernhart Jobin: Noten und Audiodateien im International Music Score Library Project
  - Toppel Cythar, Strassburg: Bernhart Jobin: Noten und Audiodateien im International Music Score Library Project

### Für Sopran-, Alt-, Tenor- und Bassinstrumente
- Giorgio Mainerio – Il Primo Libro de Balli, Venedig: Angelo Gardano: Noten und Audiodateien im International Music Score Library Project; darin:
  - Jacob Paix
    - L'arboscello ballo Furlano für Tasteninstrument: Noten und Audiodateien im International Music Score Library Project
    - Ballo Angelese für Tasteninstrument: Noten und Audiodateien im International Music Score Library Project
    - Ballo Francese für Tasteninstrument: Noten und Audiodateien im International Music Score Library Project
    - Ballo Milanese (Paix, Jakob) für Tasteninstrument: Noten und Audiodateien im International Music Score Library Project
    - Schirazula Marazula für Tasteninstrument: Noten und Audiodateien im International Music Score Library Project
    - Ungarescha and Saltarello für Tasteninstrument: Noten und Audiodateien im International Music Score Library Project

### Für Tasteninstrumente, Harfe und Vihuela
- Antonio de Cabezón – Obras de musica para tecla, arpa y vihuela, Madrid: Francisco Sanchez: Noten und Audiodateien im International Music Score Library Project; darin:
  - Començian las canciones glosadas y motetes a quatro für Tasteninstrument: Noten und Audiodateien im International Music Score Library Project
  - Comiençan los motetes de a cinco y canciones glosados für Tasteninstrument: Noten und Audiodateien im International Music Score Library Project
  - Pis ne me peult venir für Tasteninstrument: Noten und Audiodateien im International Music Score Library Project
  - Un Gay bergier für Tasteninstrument: Noten und Audiodateien im International Music Score Library Project

### Für fünf Instrumente
- Harry Mudd – De la In nomine à 5: Noten und Audiodateien im International Music Score Library Project
- Osbert Parsley – Spes nostra: Noten und Audiodateien im International Music Score Library Project
- Robert Parsons – De la court: Noten und Audiodateien im International Music Score Library Project
- Thomas Tallis – A Solfinge Song: Noten und Audiodateien im International Music Score Library Project
- Christopher Tye
  - In nomine 'Rachels weeping' für fünf Instrumente: Noten und Audiodateien im International Music Score Library Project
  - In nomine 'Seldom sene' für fünf Instrumente: Noten und Audiodateien im International Music Score Library Project
  - In Nomine à 5 'Follow me' für fünf Instrumente: Noten und Audiodateien im International Music Score Library Project
  - In Nomine à 5 'I come' für fünf Instrumente: Noten und Audiodateien im International Music Score Library Project
- Philip van Wilder – Cest vester bruten à5: Noten und Audiodateien im International Music Score Library Project
- Clement Woodcock – Browning My Dear: Noten und Audiodateien im International Music Score Library Project

### Für sechs Instrumente
- Alfonso Ferrabosco der Ältere – Fantasia I à 6: Noten und Audiodateien im International Music Score Library Project
- Anonymous – In Nomine à 6: Noten und Audiodateien im International Music Score Library Project
- Mallory – Sol re sol mi sol: Noten und Audiodateien im International Music Score Library Project
- Jean Servin – Susanne un jour, in: Second livre de chansons à 4, 5, 6, et 8 parties, Lyon: Charles Pesnot: Noten und Audiodateien im International Music Score Library Project
- Nicholas Strogers – In Nomine à 6: Noten und Audiodateien im International Music Score Library Project
- Christopher Tye – In nomine à 6: Noten und Audiodateien im International Music Score Library Project

### Für sieben Instrumente
- Robert Parsons
  - In Nomine I à 7: Noten und Audiodateien im International Music Score Library Project
  - In Nomine II à 7: Noten und Audiodateien im International Music Score Library Project

## Vokalmusik

### Geistlich
- Costanzo Antegnati – Libro 1. Missarum, 6 et 8 vocum, Venedig: Angelo Gardano
- Giammateo Asola – Vespertina omnium solemnitatum psalmodia (Venedig: Angelo Gardano)
- Ludovico Balbi – Ecclesiasticarum cantionum quatuor vocum omnibus Adventus dominicis..., Venedig: Angelo Gardano; darin:
  - Benedixisti Domine terram tuam zu vier Stimmen: Noten und Audiodateien im International Music Score Library Project
  - Hierusalem surge zu vier Stimmen: Noten und Audiodateien im International Music Score Library Project
  - Jerusalem surge zu vier Stimmen: Noten und Audiodateien im International Music Score Library Project
  - Universi qui te expectant zu vier Stimmen: Noten und Audiodateien im International Music Score Library Project
- Joachim a Burck
  - Crepundia sacra zu vier Stimmen, Mühlhausen: Georg Hantzsch (Vertonungen von Kirchenliedern von Ludwig Helmbold)
  - Sacrarum odarum, Ludovici Helmboldi Mulhusini, zweites Buch, Mühlhausen: Georg Hantzsch
- William Byrd – How long shall mine enemies zu fünf Stimmen: Noten und Audiodateien im International Music Score Library Project
- Ludwig Daser – Passionis Domini nostri Jesu Christi historia zu vier Stimmen, München: Adam Berg: Noten und Audiodateien im International Music Score Library Project (eine Vertonung der Passionsgeschichte)
- George de La Hèle – Octo missae zu fünf bis sieben Stimmen, Antwerpen: Christophe Plantin: Noten und Audiodateien im International Music Score Library Project; hierin:
  - Missa Oculi omnium in te sperant zu fünf Stimmen, nach einer Vorlage von Orlando di Lasso
  - Missa In convertendo Dominus zu fünf Stimmen, nach einer Vorlage von Cipriano de Rore
  - Missa Nigra sum sed formosa zu fünf Stimmen, nach einer Vorlage von Thomas Crécquillon
  - Missa Gustate et videte zu fünf Stimmen, nach einer Vorlage von Orlando di Lasso
  - Missa Quare tristis est zu sechs Stimmen, nach einer Vorlage von Orlando di Lasso
  - Missa Fremuit spiritus Jesus zu sechs Stimmen, nach einer Vorlage von Orlando di Lasso
  - Missa Praeter rerum seriem zu sechs Stimmen, nach einer Vorlage von Josquin Desprez
  - Missa Benedicta es zu sieben Stimmen, nach einer Vorlage von Josquin Desprez
- Fernando de las Infantas
  - Sacrarum varii styli cantionum tituli Spiritus sancti zu vier Stimmen, erstes Buch, Venedig: Angelo Gardano Erben
  - Sacrarum varii styli cantionum tituli Spiritus sancti zu fünf Stimmen, zweites Buch, Venedig: Angelo Gardano Erben
- Marc Antonio Ingegneri – Madrigali a 4 voci, Libro 1, Venedig: Angelo Gardano: Noten und Audiodateien im International Music Score Library Project
- Leonhard Lechner – Sanctissimae virginis Mariae canticum, quod vulgo Magnificat inscribitur, secundum octo vulgares tonos
- Tiburtio Massaino – Missae liber primus, Venedig: Angelo Gardano
  - Missa ‘Rorate coeli’
  - Missa ‘Nuncium vobis’
  - Missa ‘Omnes gentes’
- Claudio Merulo
  - Liber primus sacrarum cantionum zu fünf Stimmen, Venedig: Angelo Gardano; darin:
    - Haec est dies zu fünf Stimmen: Noten und Audiodateien im International Music Score Library Project
    - O crux benedicta zu fünf Stimmen: Noten und Audiodateien im International Music Score Library Project

  - Liber secundus sacrarum cantionum zu fünf Stimmen, Venedig: Angelo Gardano
- William Mundy – In Aeternum zu sechs Stimmen: Noten und Audiodateien im International Music Score Library Project
- Andreas Pevernage – Cantiones aliquot sacrae zu sechs bis acht Stimmen, Douai: Jean Bogard
- Costanzo Porta – erstes Buch der Messen zu vier, fünf und sechs Stimmen, Venedig: Angelo Gardano
- Valentin Slegel – Non moriar sed vivam zu vier Stimmen, in: Duodecim cantilenae, Kopenhagen: Georg Hantzsch: Noten und Audiodateien im International Music Score Library Project
- Jan Trojan Turnovský – Missa super Jerusalem cito veniet

### Geistlich und Weltlich
- Johannes Eccard – Newe deutzsche Lieder, Mühlhausen: Georg Hantzsch: Noten und Audiodateien im International Music Score Library Project
- Caspar Glanner – Newe Teutsche geistliche und weltliche Liedlein, München: Adam Berg: Noten und Audiodateien im International Music Score Library Project

### Weltlich
- Paolo Bellasio – erstes Buch der Madrigale zu fünf Stimmen, Venedig: Girolamo Scotto
- Anthoine de Bertrand
  - Les Amours de Pierre de Ronsard à 4 parties, Livre 1, Paris: Adrian Le Roy & Robert Ballard: Noten und Audiodateien im International Music Score Library Project; darin:
    - Amour archer d’une tirade ront zu vier Stimmen: Noten und Audiodateien im International Music Score Library Project
    - Amour me tue, et si ne je veux dire zu vier Stimmen: Noten und Audiodateien im International Music Score Library Project
    - Amour, donne moy paix ou trève zu vier Stimmen: Noten und Audiodateien im International Music Score Library Project
    - Avecques moy pleurer vous devriez bien zu vier Stimmen: Noten und Audiodateien im International Music Score Library Project
    - Beauté dont la douceur pourroit vaincre les Roys zu vier Stimmen: Noten und Audiodateien im International Music Score Library Project
    - Bien qu’à grand tort, il te plaist d’allumer zu vier Stimmen: Noten und Audiodateien im International Music Score Library Project
    - Ce ne sont qu’ains, qu’amorces et qu’apas zu vier Stimmen: Noten und Audiodateien im International Music Score Library Project
    - Ce ris plus doux que l’œuvre d’un abeille zu vier Stimmen: Noten und Audiodateien im International Music Score Library Project
    - Certes mon œil fut trop avantureux zu vier Stimmen: Noten und Audiodateien im International Music Score Library Project
    - Ces deux yeux bruns, doux flambeaux de ma vie zu vier Stimmen: Noten und Audiodateien im International Music Score Library Project
    - Ces liens d’or, cette bouche vermeille zu vier Stimmen: Noten und Audiodateien im International Music Score Library Project
    - Cet œil besson dont, goulu, je me pais zu vier Stimmen: Noten und Audiodateien im International Music Score Library Project
    - Le ciel ne veut, Dame, que je joüisse zu vier Stimmen: Noten und Audiodateien im International Music Score Library Project
    - Dans le serain de sa jumelle flamme zu vier Stimmen: Noten und Audiodateien im International Music Score Library Project
    - Doux fut le trait, qu’Amour hors de sa trousse zu vier Stimmen: Noten und Audiodateien im International Music Score Library Project
    - Ha Seigneur Dieu, que de graces écloses zu vier Stimmen: Noten und Audiodateien im International Music Score Library Project
    - Heureuse fut l’estoille fortunée zu vier Stimmen: Noten und Audiodateien im International Music Score Library Project
    - Je parangonne à ta jeune beauté zu vier Stimmen: Noten und Audiodateien im International Music Score Library Project
    - Je parangonne au soleil que j’adore zu vier Stimmen: Noten und Audiodateien im International Music Score Library Project
    - Je veux mourir pour tes beautez, Maistresse zu vier Stimmen: Noten und Audiodateien im International Music Score Library Project
    - Je voudrois estre Ixion et Tantale zu vier Stimmen: Noten und Audiodateien im International Music Score Library Project
    - Je vy ma Nymphe entre cent damoiselles zu vier Stimmen: Noten und Audiodateien im International Music Score Library Project
    - Las ! pleust à Dieu n’avoir jamais tasté zu vier Stimmen: Noten und Audiodateien im International Music Score Library Project
    - Las je me plains de mile et mile et mile zu vier Stimmen: Noten und Audiodateien im International Music Score Library Project
    - Las! pour vous trop aymer, je ne vous puis aymer zu vier Stimmen: Noten und Audiodateien im International Music Score Library Project
    - Mon Dieu, mon Dieu, que ma maistresse est belle zu vier Stimmen: Noten und Audiodateien im International Music Score Library Project
    - Nature ornant la dame qui devoit zu vier Stimmen: Noten und Audiodateien im International Music Score Library Project
    - Prenez mon cœur, dame, prenez mon cœur zu vier Stimmen: Noten und Audiodateien im International Music Score Library Project
    - Quand en songeant ma folastre j’acole zu vier Stimmen: Noten und Audiodateien im International Music Score Library Project
    - Qui voudra voir comme un Dieu me surmonte zu vier Stimmen: Noten und Audiodateien im International Music Score Library Project
    - Qui voudra voir dedans une jeunesse zu vier Stimmen: Noten und Audiodateien im International Music Score Library Project
    - Qu’en tout endroit toute chose se muë zu vier Stimmen: Noten und Audiodateien im International Music Score Library Project
    - Si doucement le souvenir me tente zu vier Stimmen: Noten und Audiodateien im International Music Score Library Project
    - Telle qu’elle est dedans ma souvenance zu vier Stimmen: Noten und Audiodateien im International Music Score Library Project
    - Tes yeux divins me promettent le don zu vier Stimmen: Noten und Audiodateien im International Music Score Library Project
    - Tout me déplait, mais rien ne m’est si grief zu vier Stimmen: Noten und Audiodateien im International Music Score Library Project
    - Œil qui mes pleurs de tes rayons essuye zu vier Stimmen: Noten und Audiodateien im International Music Score Library Project

  - Les Amours de Pierre de Ronsard à 4 parties, Livre 2, Paris: Adrian Le Roy & Robert Ballard: Noten und Audiodateien im International Music Score Library Project; darin:
    - Dittes, maitresse, hé que vous ay-je fait! zu vier Stimmen: Noten und Audiodateien im International Music Score Library Project
    - Donques pour trop aymer il faut que je trespasse zu vier Stimmen: Noten und Audiodateien im International Music Score Library Project
    - Douce beauté à qui je doy la vie zu vier Stimmen: Noten und Audiodateien im International Music Score Library Project
    - Douce beauté qui me tenez le cœur zu vier Stimmen: Noten und Audiodateien im International Music Score Library Project
    - Hé, Dieu du ciel, je n’eusse pas pensé zu vier Stimmen: Noten und Audiodateien im International Music Score Library Project
    - Je meurs, helas, quand je la voy si belle zu vier Stimmen: Noten und Audiodateien im International Music Score Library Project
    - Je ne sçaurois aymer autre que vous zu vier Stimmen: Noten und Audiodateien im International Music Score Library Project
    - Je ne suis seulement amoureux de Marie zu vier Stimmen: Noten und Audiodateien im International Music Score Library Project
    - Je suis tellement amoureux zu vier Stimmen: Noten und Audiodateien im International Music Score Library Project
    - Je suis un demi-dieu zu vier Stimmen: Noten und Audiodateien im International Music Score Library Project
    - Je veux chanter en ces vers ma tristesse zu vier Stimmen: Noten und Audiodateien im International Music Score Library Project
    - Las! sans espoir je languis à grand tort zu vier Stimmen: Noten und Audiodateien im International Music Score Library Project
    - Marie, qui voudroit vostre nom retourner zu vier Stimmen: Noten und Audiodateien im International Music Score Library Project
    - Mignonne, baisez moy, non, ne me baisez pas zu vier Stimmen: Noten und Audiodateien im International Music Score Library Project
    - Plus que jamais je veux aymer zu vier Stimmen: Noten und Audiodateien im International Music Score Library Project
    - Pour-ce que tu sçay bien que je t’ayme mieux zu vier Stimmen: Noten und Audiodateien im International Music Score Library Project
    - Pourquoy tournez vous voz yeux zu vier Stimmen: Noten und Audiodateien im International Music Score Library Project
    - Quand je serois un Turc, un Arabe ou un Scythe zu vier Stimmen: Noten und Audiodateien im International Music Score Library Project
    - Quand je vous dys Adieu, Dame, mon seul apuy zu vier Stimmen: Noten und Audiodateien im International Music Score Library Project
    - Quand ma maistresse au monde print naissance zu vier Stimmen: Noten und Audiodateien im International Music Score Library Project
    - Si jamais homme en aymant fut heureux zu vier Stimmen: Noten und Audiodateien im International Music Score Library Project
    - Veu que tu es plus blanche que le liz zu vier Stimmen: Noten und Audiodateien im International Music Score Library Project
    - Vous ne le voulez pas, et bien, j’en suis content zu vier Stimmen: Noten und Audiodateien im International Music Score Library Project

  - 25 Chansons à 4 parties, Livre 3, Paris: Adrian Le Roy & Robert Ballard: Noten und Audiodateien im International Music Score Library Project
- Fabrice Caietain – zweites Buch der Airs, Chansons, Villanelles, Napolitaines & Espagnolles zu vier Stimmen, Paris: Adrian Le Roy & Robert Ballard
- Johannes Eccard – Neue deutzsche Lieder zu vier und fünf Stimmen, Mühlhausen: Georg Hantzsch
- Samuel Mareschall – zwei Kanons zu vier bis fünf Stimmen
- Tiburtio Massaino – Il secondo libro de madrigali zu fünf Stimmen, Venedig: Girolamo Scotto Erben
- Leonard Meldert – Primo libro dei madrigali a cinque voci, Venedig, darin:
  - Tirsi morir volea zu fünf Stimmen: Noten und Audiodateien im International Music Score Library Project
- Philippe de Monte – Il settimo libro delli madrigali zu fünf Stimmen, Venedig: Angelo Gardano; darin:
  - O voi ch'avete di pietade il viso zu fünf Stimmen: Noten und Audiodateien im International Music Score Library Project
- Giovanni Battista Mosto – Il primo libro de madrigali a cinque voci con un ecce a dieci nel fine, Venedig; darin:
  - Quivi sospiri pianti ed alti guai zu fünf Stimmen: Noten und Audiodateien im International Music Score Library Project
- Filippo Nicoletti – Il primo libro de madrigali à 5 voci, Venedig: Angelo Gardano: Noten und Audiodateien im International Music Score Library Project
  - Arder dunque debb'io di nova fiamma zu fünf Stimmen: Noten und Audiodateien im International Music Score Library Project
- Jean Servin – Meslanges de chansons nouvelles zu vier Stimmen: Noten und Audiodateien im International Music Score Library Project
- Philip van Wilder – O doux regard zu fünf Stimmen: Noten und Audiodateien im International Music Score Library Project

## Geboren
- 02. März (getauft): Georg Leopold Fuhrmann, deutscher Buchdrucker, Musikverleger, Buchhändler, Kupferstecher und Lautenist († 1616)
- 02. Dezember: Agostino Agazzari, italienischer Komponist und Musiktheoretiker († 1640)

## Gestorben

### Todesdatum gesichert
- 18. März: Johann Baumgart, deutscher lutherischer Theologe, Kirchenlieddichter und Schuldramatiker (* 1514)

### Genaues Todesdatum unbekannt
- Johannes Mangon, franko-flämischer Succentor, Komponist und Stiftskapellmeister am Aachener Dom (* um 1525)

### Gestorben um 1578
- Benedictus de Drusina, Lautenist (* um 1520 oder 1525)
- Noé Faignient, franko-flämischer Komponist (* um 1537)
- Francesco Portinaro, italienischer Komponist und Humanist (* um 1520)